# BMW F30
Mit dem internen Kürzel F30 bezeichnet BMW die sechste Generation der 3er-Reihe. Die viertürige Limousine wird der Mittelklasse zugeordnet. Das Fahrzeug wurde 2011 als Nachfolger der Baureihe E90 eingeführt und bis 2019 gebaut. Auf der Basis des 3er wurde der Gran Turismo als Schräghecklimousine zum Kauf angeboten. Die anderen Bauformen der 3er-Reihe haben eigene Kürzel, z. B. F31 für den Kombi („Touring“).

## Modellgeschichte

### Allgemeines
Die offizielle Vorstellung des F30 fand am 14. Oktober 2011 im BMW-Werk München statt. Die ersten Modelle werden seit dem 11. Februar 2012 ausgeliefert. Als erstes Modell der Baureihe kam im Februar 2012 die viertürige Limousine (F30) auf den Markt. Der Touring (F31) wird seit August 2012 verkauft, wobei er online am 13. Mai 2012 vorgestellt wurde. Live konnte man ihn erstmals auf der AMI Leipzig sehen. Auf den Kombi entfallen in Deutschland gut 50 % der Verkäufe (Stand Ende 2018).
Das Coupé und Cabriolet wurden und werden als eigene Baureihe (4er) konzipiert und entwickelt, um eine höhere Positionierung im Vergleich zu Limousine und Touring abzubilden. Verkaufsstart war am 5. Oktober 2013. Dementsprechend werden in der M-Variante Coupé und Cabrio als M4, die Limousine als M3 angeboten.
Die Fahrzeuge werden in den BMW-Werken München, Regensburg, Tiexi (Shenyang) und Rosslyn (Südafrika) gefertigt. Die Plattform verwendet BMW auch im seit Spätsommer 2011 verkauften BMW 1er (F20).

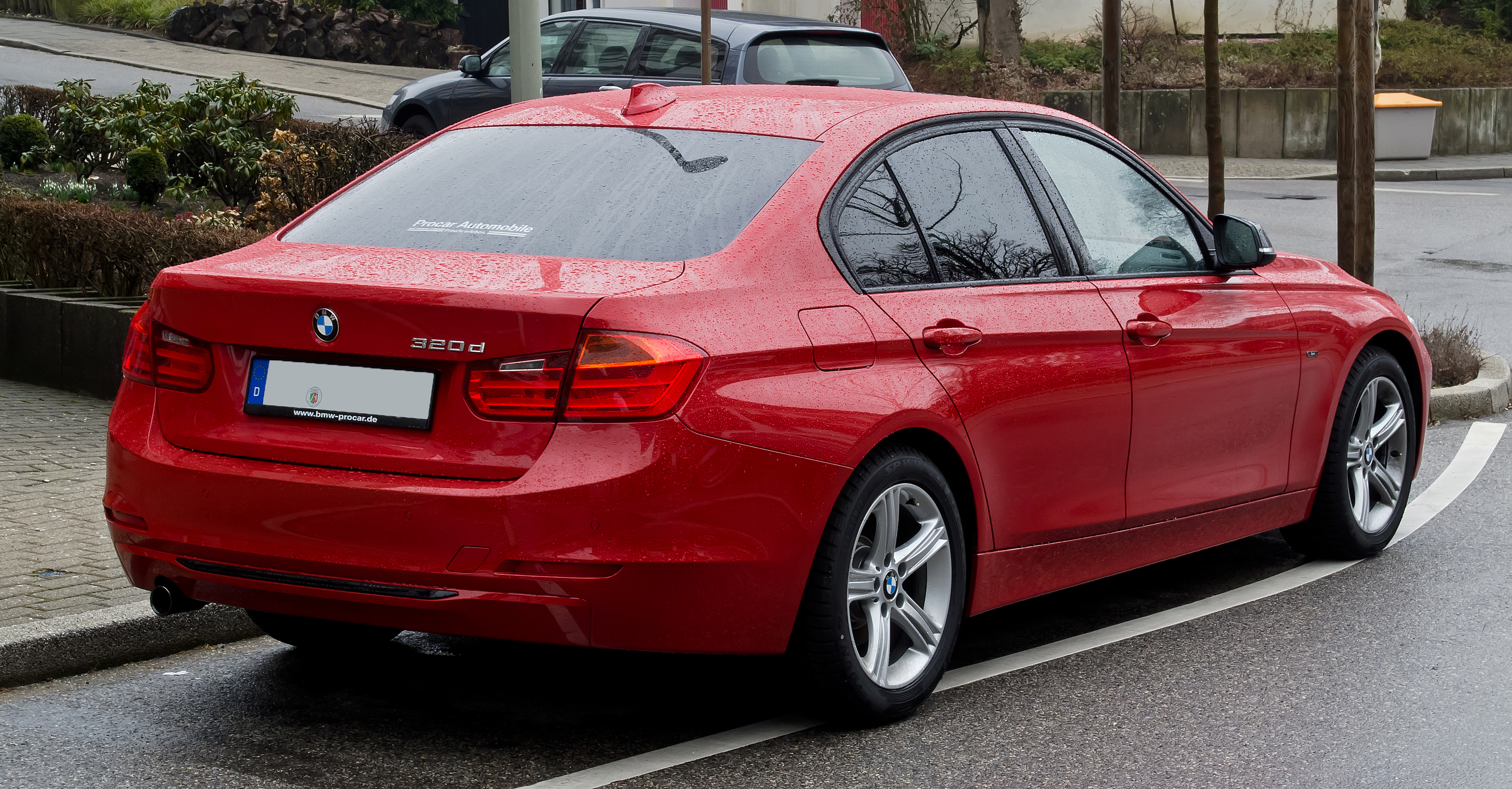
Heckansicht
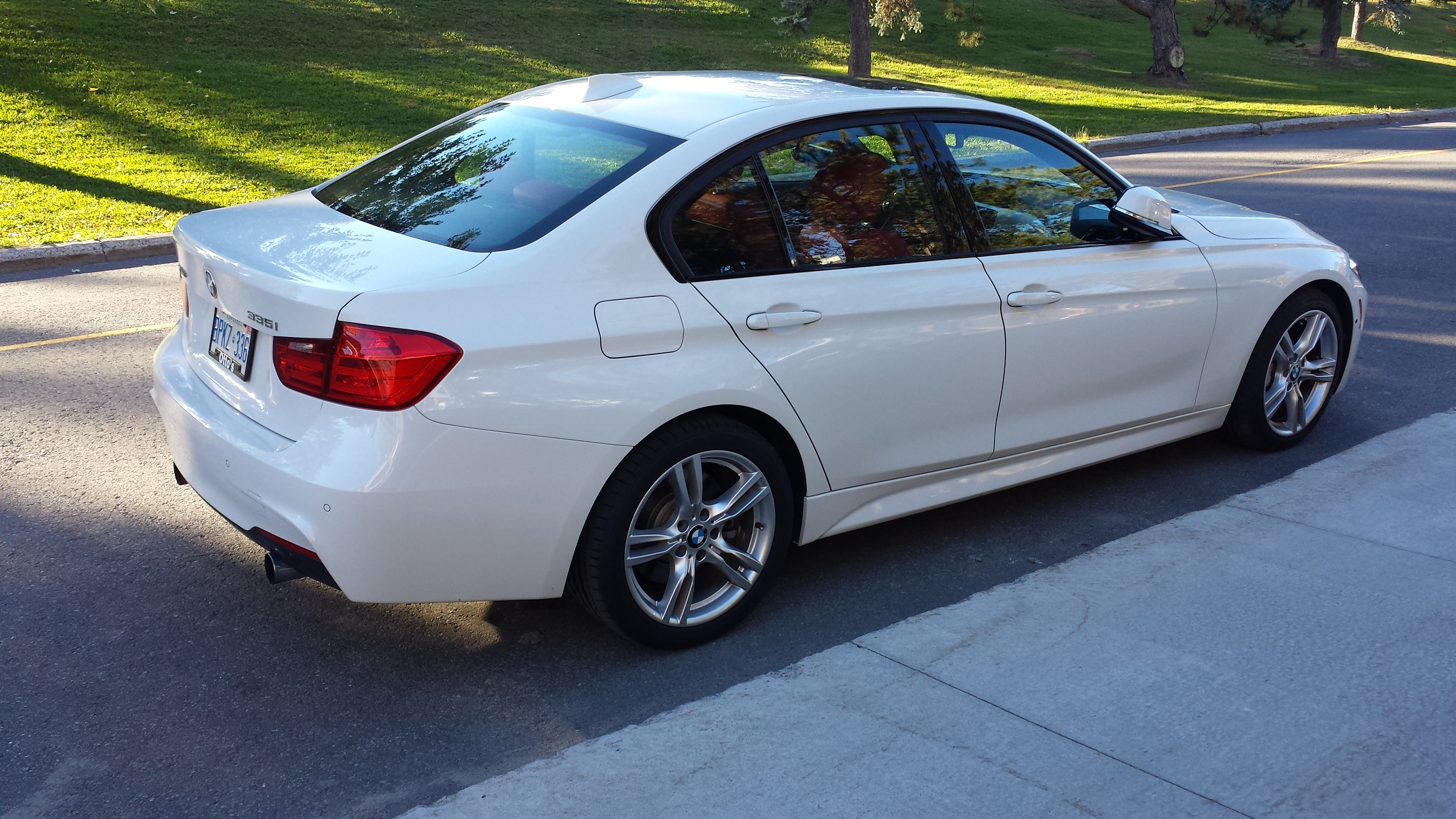
BMW 335i xDrive (2013)
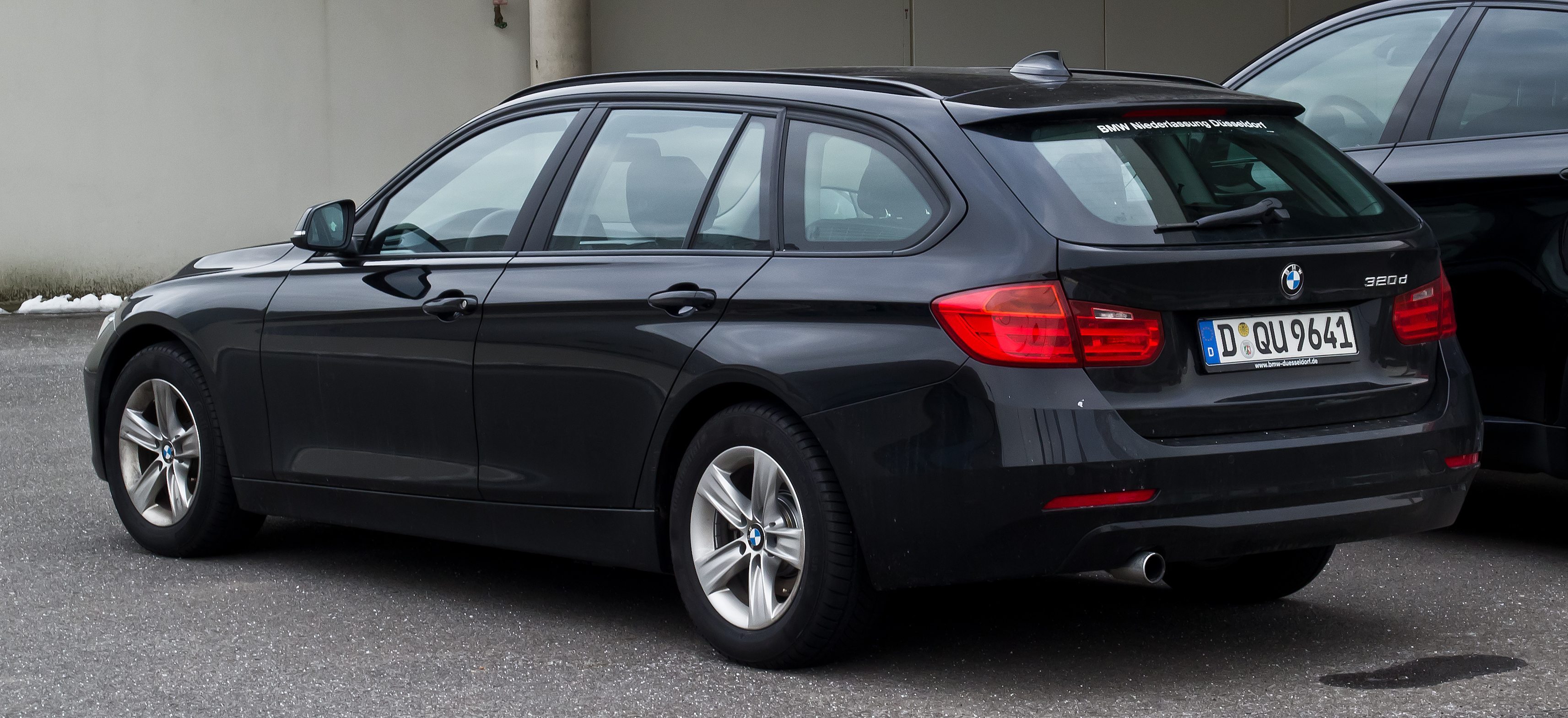
BMW 320d Touring (2012–2015)
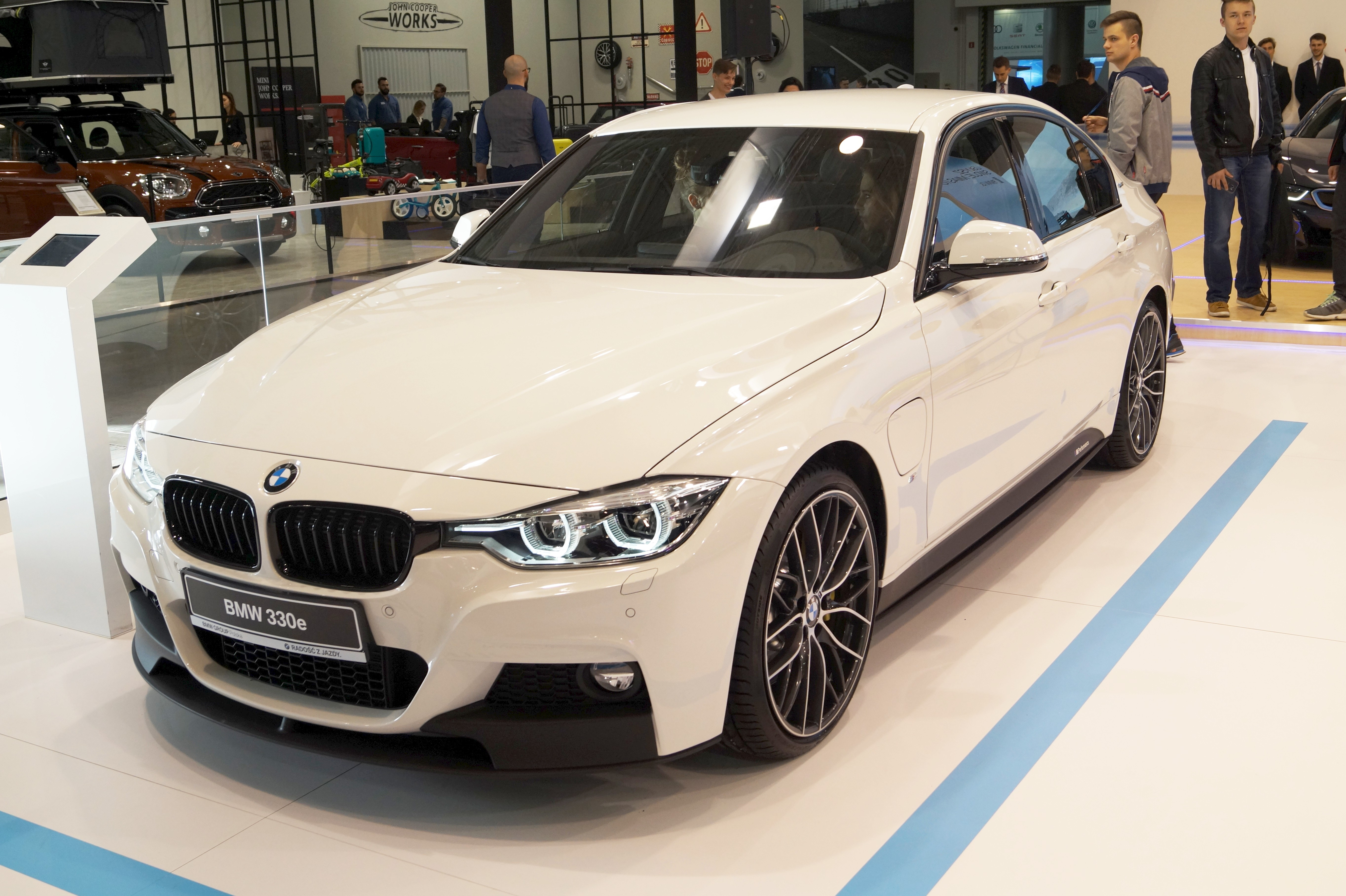
BMW 330e
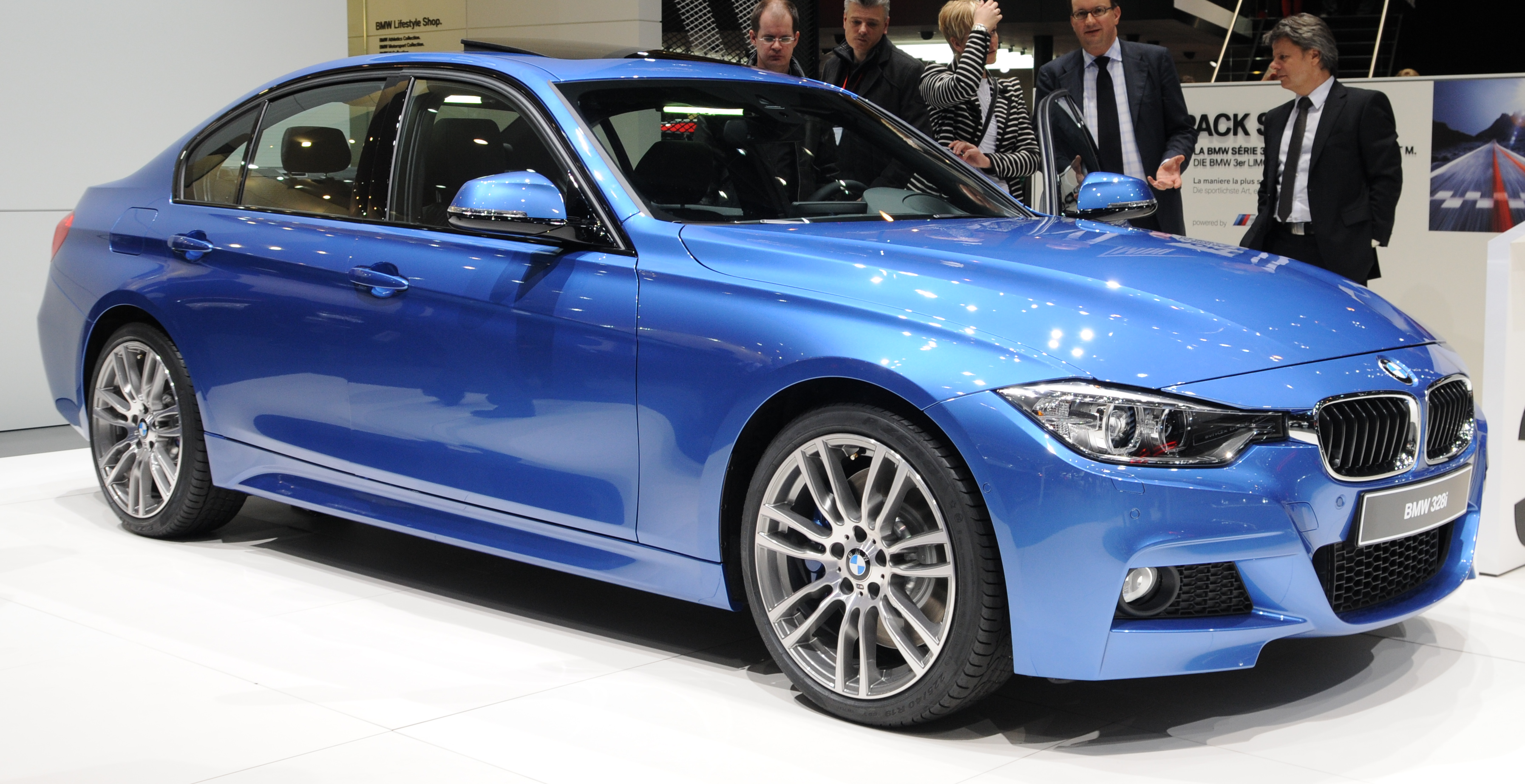
BMW 328i

### Wesentliche Unterschiede zum Vorgänger
- Für den F30 stehen nur Turbomotoren zur Wahl. Statt den vorher angebotenen Reihensechszylinder-Otto-Saugmotoren gibt es Vierzylinder-Turbomotoren.
- Bereits bei der Markteinführung sind ähnlich wie beim 1er 3 Ausstattungslinien (Sport Line, Modern Line und Luxury Line) verfügbar.
- Das 6-Gang-Automatikgetriebe wird durch das 8-Gang-Automatikgetriebe 8HPxx von ZF Friedrichshafen ersetzt.
- Das iDrive-System ist nun auch ohne Navigationssystem Bestandteil der Serienausstattung.
- Die Seitenblinker sind in die Gehäuse der Außenspiegel eingebaut.
- Über einen Schalter können die Charakteristika von Fahrwerk und Antriebsstrang beeinflusst werden.
- Es sind nun mehrere Assistenzsysteme wie Parkassistent, Spurverlassenswarnung, Auffahrwarner, Rückfahrkamera, Speed Limit Info und Head-up-Display als Sonderausstattung verfügbar.
- Das Gewicht wurde um bis zu 40 kg reduziert.
- Wahlweise sind Xenon-Scheinwerfer erhältlich

### Produktionszeiträume
Am 28. Oktober 2011 begann die Serienproduktion der Limousine im BMW-Werk München. Innerhalb von drei Monaten nach Produktionsstart sollte die maximal geplante Ausbringung von 680 Einheiten pro Tag erreicht werden.
- Limousine (F30): seit Oktober 2011
- Touring (F31): seit Mai 2012
- Gran Turismo (F34): seit März 2013
- Langversion (F35): seit Juli 2012 (dem Automarkt in China vorbehalten)

### Modellpflege

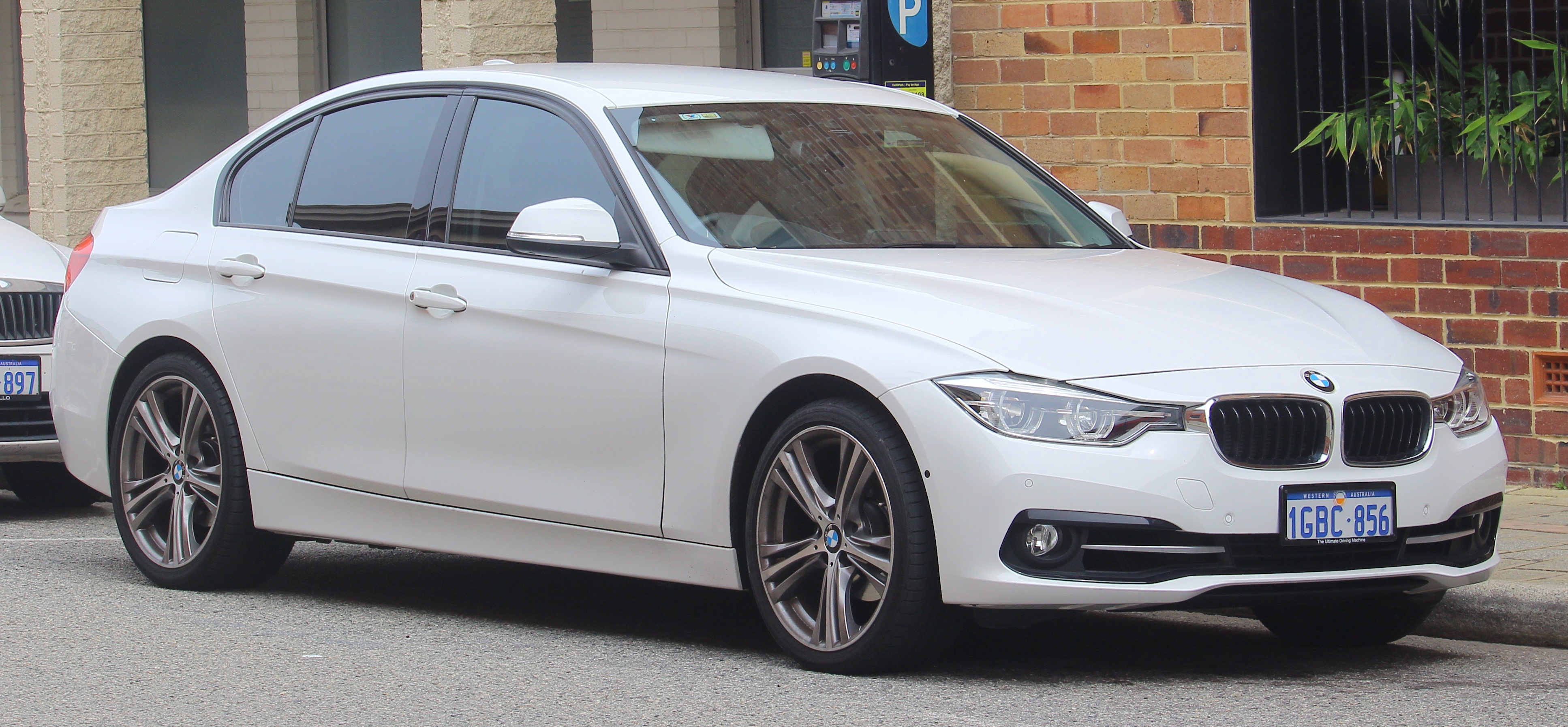
Facelift 2015
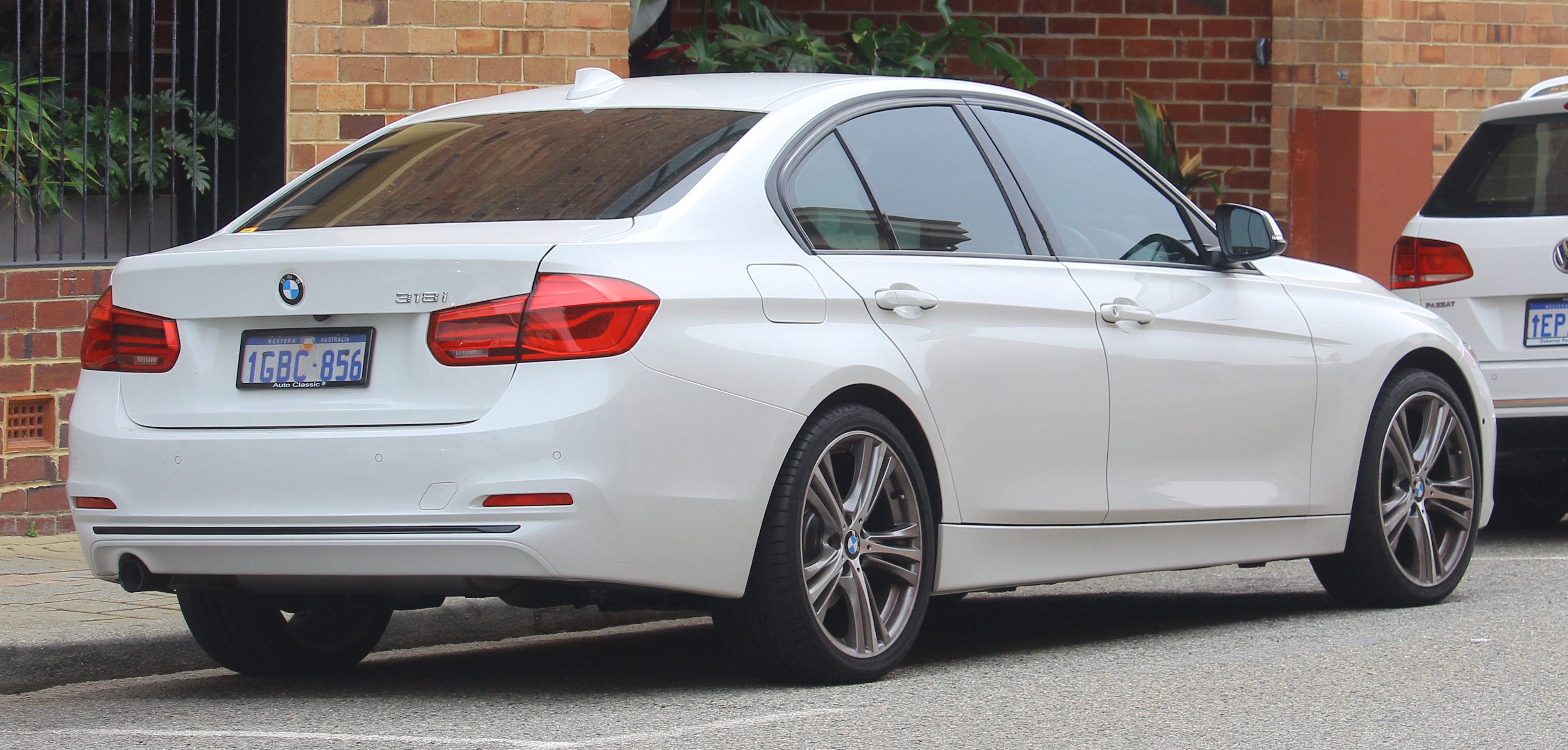
Heckansicht

Im Mai 2015 wurde dem 3er ein Facelift zuteil. Der Verkauf startete am 25. Juli 2015.
Äußerliche Neuerungen betreffen die Leuchten (wahlweise sind Scheinwerfer mit Leuchtdioden erhältlich) und die Stoßfänger vorne wie hinten. Wichtiges Unterscheidungsmerkmal sind die abgeänderten Leuchtstäbe in den Heckleuchten.
Es gibt nicht nur Retuschen an der Karosserie, sondern auch ein mit neuen Materialien und zusätzlichen Zierelementen verändertes Cockpit und effizientere Motoren. Weiterhin erhältlich bleibt das M-Sportpaket.
Größte technische Neuerung ist der Einsatz eines Dreizylindermotors. Der 1,5-Liter-Ottomotor leistet maximal 100 kW (136 PS) und hat 220 Nm maximales Drehmoment. BMW gibt für den kleinsten Ottomotor, der den des 316i ersetzt, einen Normverbrauch von minimal 5,1 l/100 km an. Sowohl der neue Dreizylinderottomotor – der unter der Modellbezeichnung 318i angeboten wird – als auch die Vier- und Sechszylinderottomotor sowie die Zweiliter-Dieselmotoren im 316d, 318d und 320d teilen sich eine Basis, die BMW als „EfficientDynamics“-Motorenfamilie bezeichnet. Neu sind die Motoren im 330i und 340i. Letzterer leistet mit maximal 240 kW (326 PS) zwar genauso viel wie der ebenfalls drei Liter große Sechszylindermotor im M235i, jedoch ist der 340i neu konstruiert und langhubig ausgelegt (Hub: 94,6 mm; Bohrung: 82 mm).
Voll-LED-Scheinwerfer wurden 2016 Serienausstattung.

## Design
Das Design des F30 ist eine Weiterentwicklung des Vorgängers, lehnt sich aber auch stark an die Designlinie des 5ers an. So wurde die Seitenansicht fast komplett vom F10 übernommen. Auch die Heckansicht unterscheidet sich kaum von der des 5ers. An der Front fallen besonders die Scheinwerfer auf, die bis zum Nierenrahmen reichen.
Der Innenraum ist im Gegensatz zum E90 wieder stärker fahrerorientiert. So ist das Cockpit um sieben Grad zum Fahrer geneigt.
Bis zur B-Säule gleichen sich Touring und Limousine.

### Abmessungen
Die Limousine ist um fast zehn Zentimeter länger als der Vorgänger E90. Der Radstand wuchs um 50 mm. Im Hinblick auf den Fußgängerschutz wurde außerdem die Motorhaube höher gesetzt. Die Spur wurde sowohl vorne als auch hinten vergrößert. Insgesamt haben dadurch die Passagiere im Fond 15 mm mehr Beinfreiheit und 8 mm mehr Kopffreiheit. Der F30 ist der erste 3er-BMW mit mehr als 2000 mm Breite über die Außenspiegel und darf die teilweise auf 2 m Breite begrenzte linke Spur in Baustellen nicht mehr befahren.
Die Maße des Tourings gleichen bis auf die Fahrzeughöhe denen der Limousine.

#### Kofferraum
Limousine
Das Kofferraumvolumen ist von 420 auf 480 Liter angestiegen. Es ist somit Platz für beispielsweise sieben handelsübliche Getränkekisten oder drei Golftaschen. Die Ladekante ist 66 cm hoch. Auf Wunsch gibt es ein Durchladesystem mit einer im Verhältnis 40 : 20: 40 teilbaren Rücklehne. Wählt man die klappbaren Rücksitzlehnen, lässt sich der Stauraum auf 655 Liter erweitern. In Verbindung mit dem Komfortzugang kann man durch eine rechts von der Mitte unter den Stoßfänger gezielte Fußbewegung den Öffnungsmechanismus der Kofferraumklappe aktivieren.
Touring
Seit August 2012 ist der 3er Touring auf dem Markt. Es stehen mindestens 495 Liter (+35 Liter) Stauraum zur Verfügung, während als maximales Volumen 1500 Liter nutzbar sind. Die Rückbank lässt sich wie bei der Limousine im Verhältnis 40 : 20: 40 umklappen. Vom Vorgänger wurde die separat zu öffnende Heckscheibe übernommen. Serienmäßig ist auch die sich automatisch öffnende Heckklappe. Die D-Säule zeigt den Hofmeister-Knick.
Die Ladekante ist mit 620 mm etwas niedriger als bei der Limousine.

## Ausstattung
Im Vergleich zum Vorgänger ist der Umfang der Serienausstattung leicht angewachsen. So ist er nun serienmäßig mit einer Klimaautomatik ausgestattet und ab März 2013 mit einer Freisprecheinrichtung und USB-Schnittstelle. Außerdem sind einige Assistenzsystemen wie Spurverlassenswarnung und weitere Sonderausstattungen wie ein Head-up-Display nun auch im 3er erhältlich, auch zum Beispiel die Sitzheizung für die hinteren Sitzplätze. Einige Sonderausstattungen sind nur noch in Paketkombinationen verfügbar. Beispielsweise ist die Geschwindigkeitsregelung nur noch in Verbindung mit einer Freisprecheinrichtung und der Servotroniclenkung lieferbar.
Seit der Überarbeitung im Mai 2015 sind auch LED-Scheinwerfer (VL28/30) als neue Sonderausstattung im 3er verfügbar. Vorher blieb diese Option nur der 4er-Reihe vorbehalten.

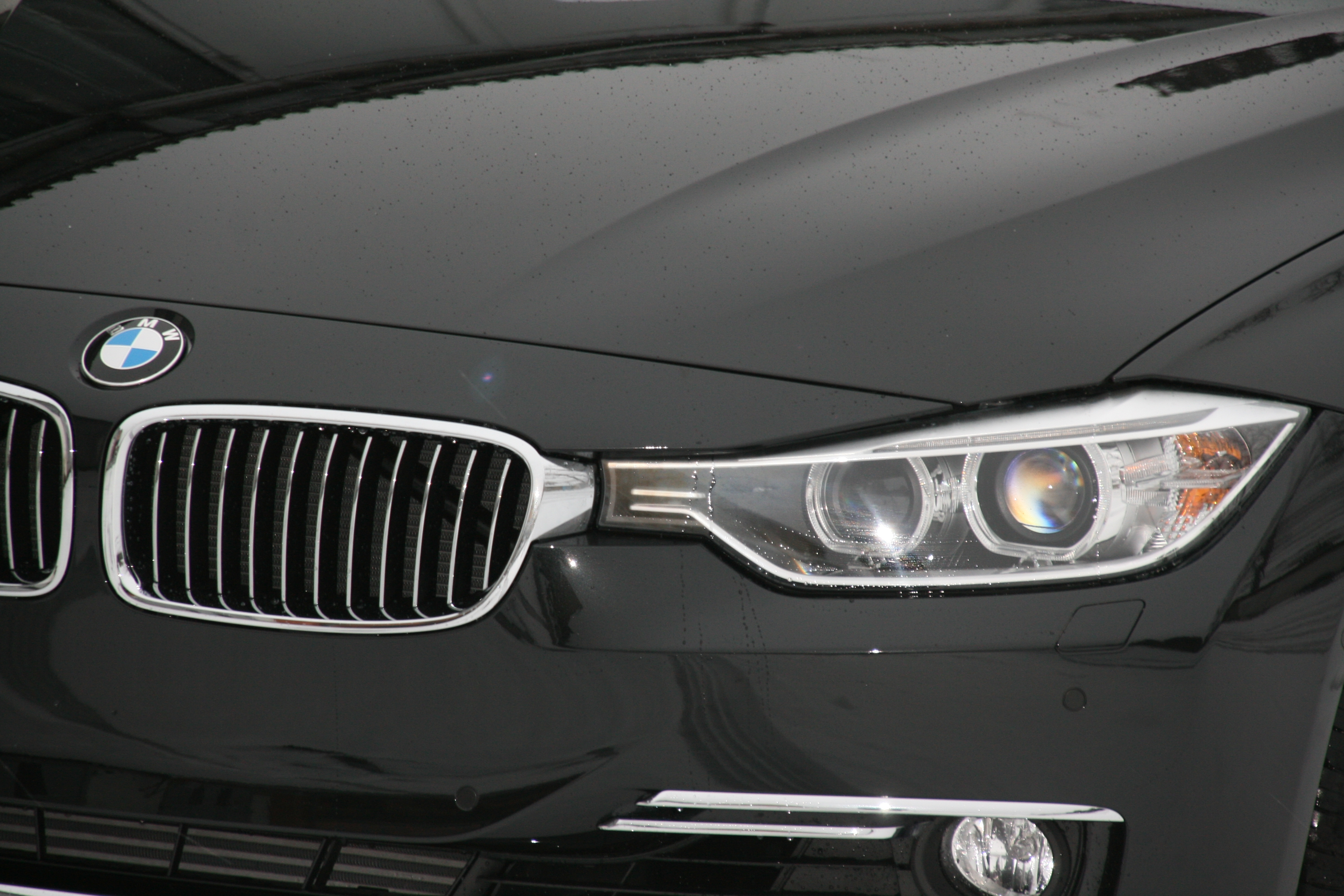
Xenonscheinwerfer
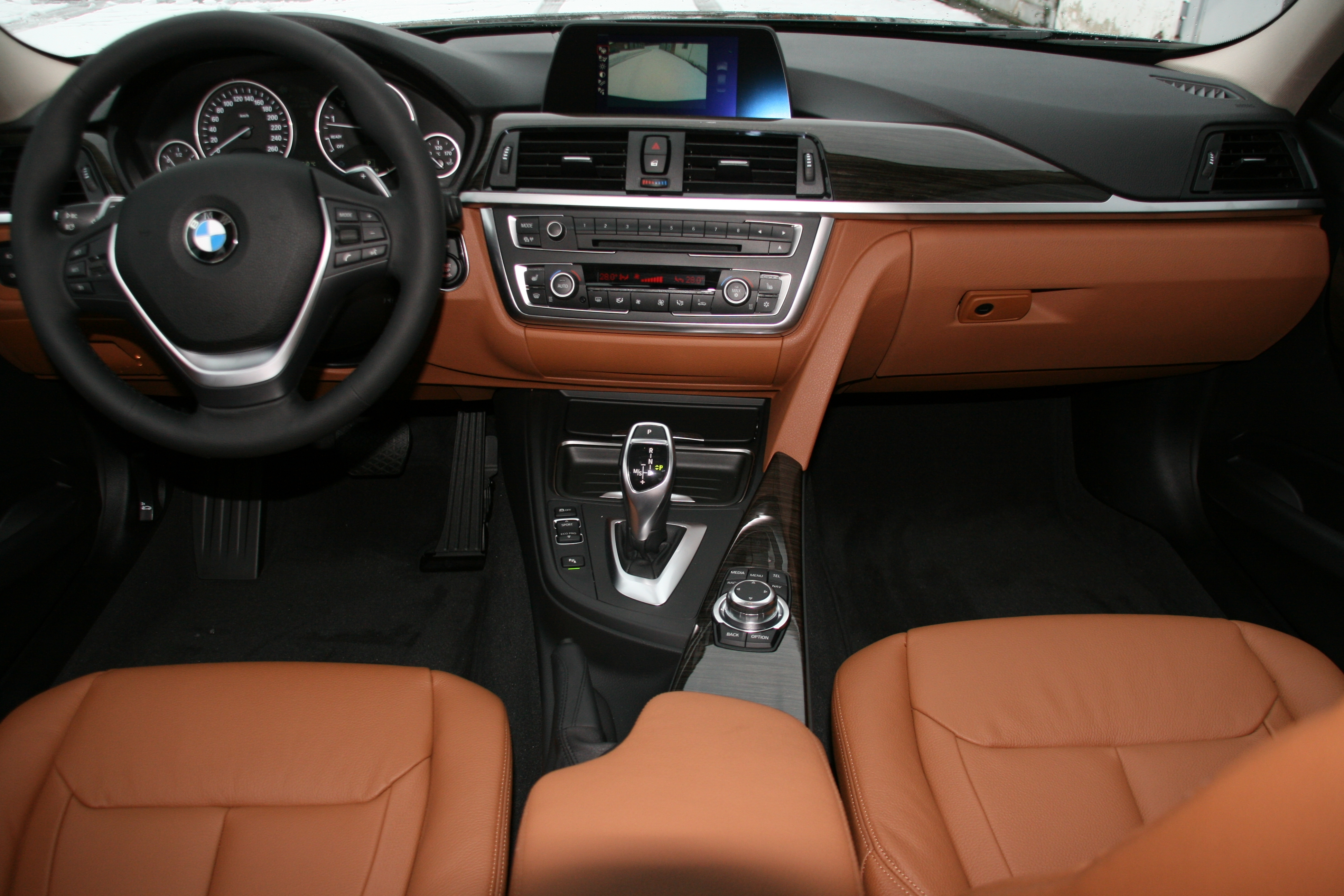
Armaturenbrett
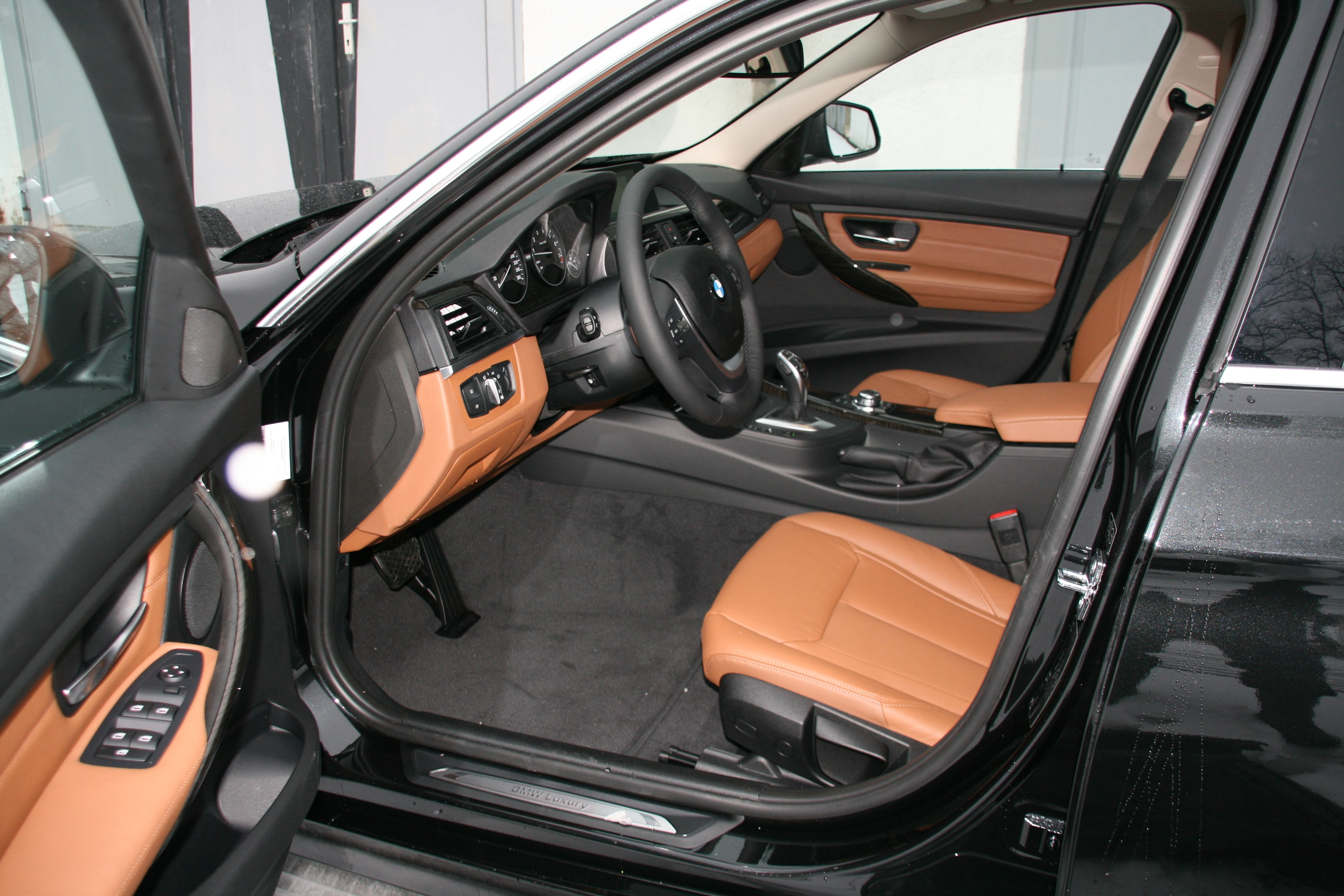
Innenraum

### Außenlackierungen
Verfügbar waren (bei F30):
Uni-Lacktöne:
| Alpinweiß | Schwarz (ab 03/2012) |

Metallic-Lacktöne:
| Mineralweiß (ab 03/2012) | Glaciersilber               | Saphirschwarz              | Havanna                       | Mineralgrau                                     | Mediterranblau                             | Platinsilber |
| Melbourne Rot            | Imperialblau Brillanteffekt | Sunset Orange (ab 07/2017) | Sparkling Bronze (ab 03/2012) | Liquid Blue (ab 03/2012; nicht mehr ab 07/2015) | Estorilblau II (M Sportpaket) (ab 07/2012) |              |

Individual-Lackierungen:
| Citrinschwarz metallic (ab 07/2012) | Mondstein metallic (ab 07/2012) | Tansanitblau metallic (ab 07/2012) | Rauchtopas metallic (ab 07/2012) | Brilliantweiß metallic (ab 07/2012) |

### Ausstattungslinien
Es stehen drei verschiedene Ausstattungslinien zur Wahl: Sport Line, Luxury Line und Modern Line. Diese unterscheiden sich hauptsächlich in einigen farblichen Akzenten und abweichender Innenausstattung. Daneben ist der Umfang der Serienausstattung etwas größer.
Seit Juli 2012 gibt es zusätzlich das M-Sportpaket.
Seit November 2014 ist die Modern Line (intern Bez. DNZCN) nicht mehr verfügbar, da zu wenig Bestellungen für diese Linie eingingen. Erhältlich sind weiterhin die drei anderen Linien.
Sport Line

Bei dieser Ausstattungslinie soll im Innenraum der sportliche Charakter des Autos mit roten Akzenten unterstützt werden. So ist an Lenkrad und an den Polsterungen eine rote Kontrastnaht angebracht. Unterhalb der Interieurleisten befindet sich ebenfalls eine rote oder schwarz hochglänzende Akzentleiste. Im Exterieur sind viele Teile, wie die Außenspiegel oder die Lufteinlässe an der Front, in schwarz hochglänzend. Des Weiteren gehören bei der Sport Line Sportsitze zum Paket.

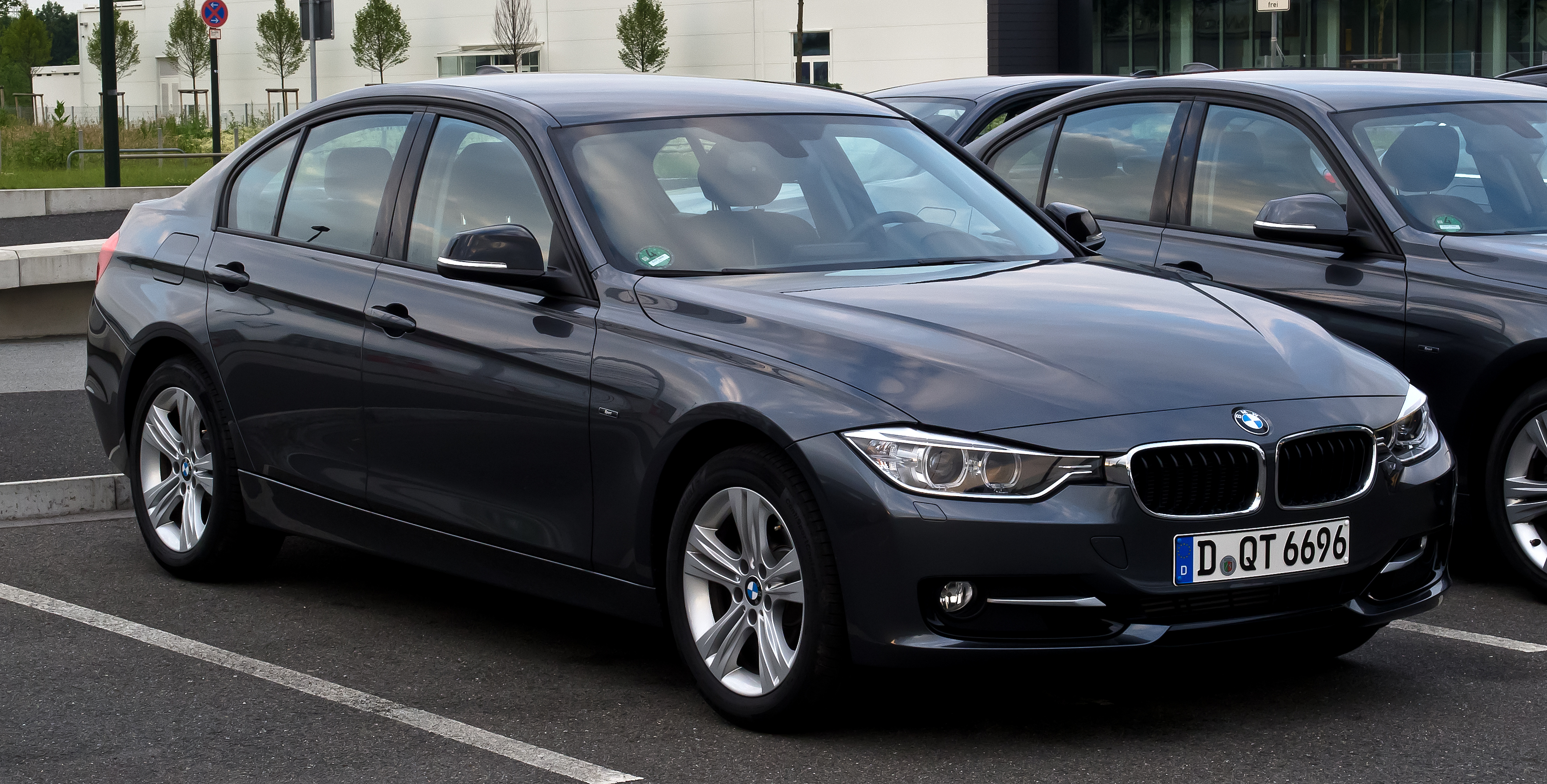
BMW 320i Sport Line Limousine (2012–2015)
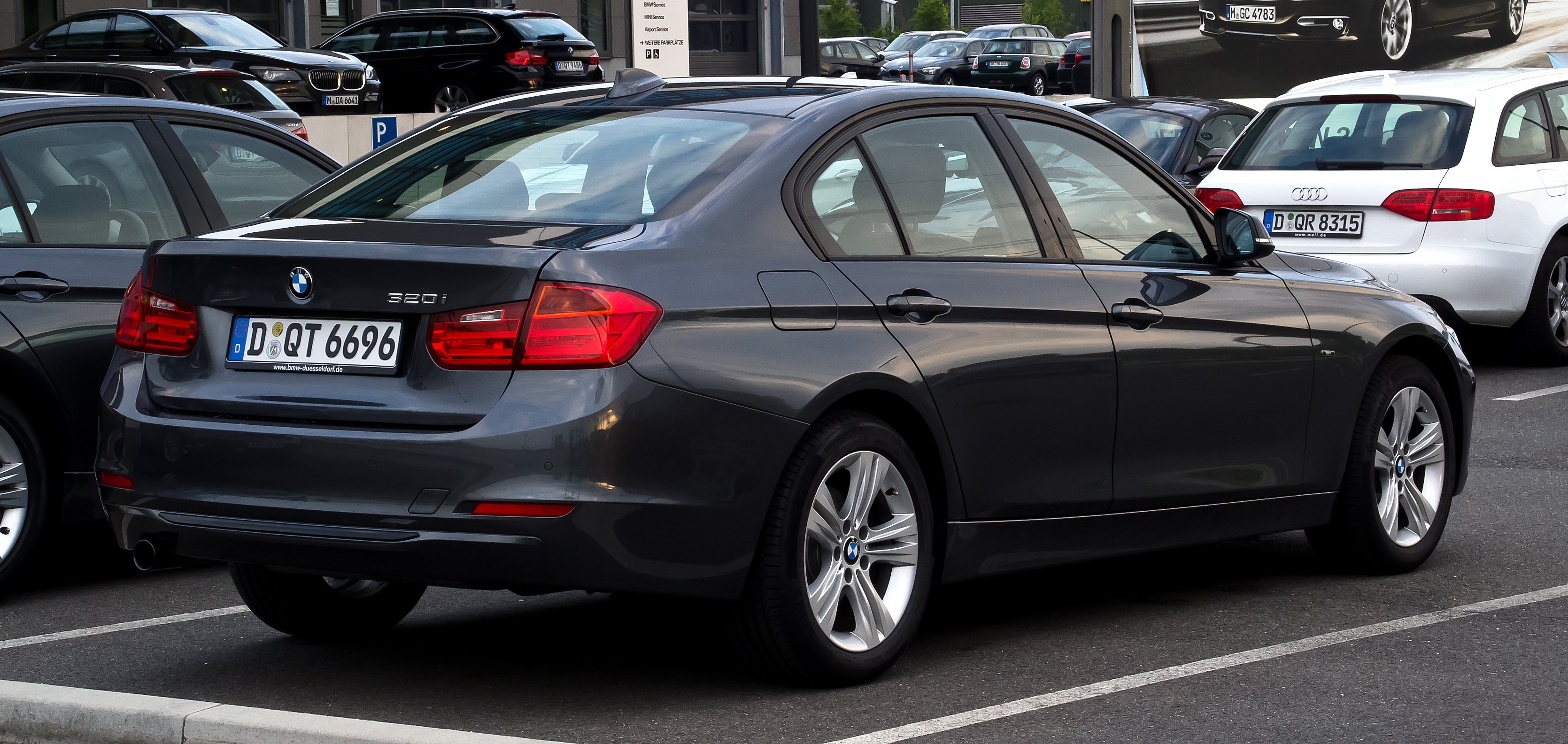
Heckansicht

Luxury Line

Bei der Luxury Line soll der F30 eher klassisch wirken und hat Interieurleisten aus Holz und Zierleisten aus Chrom.

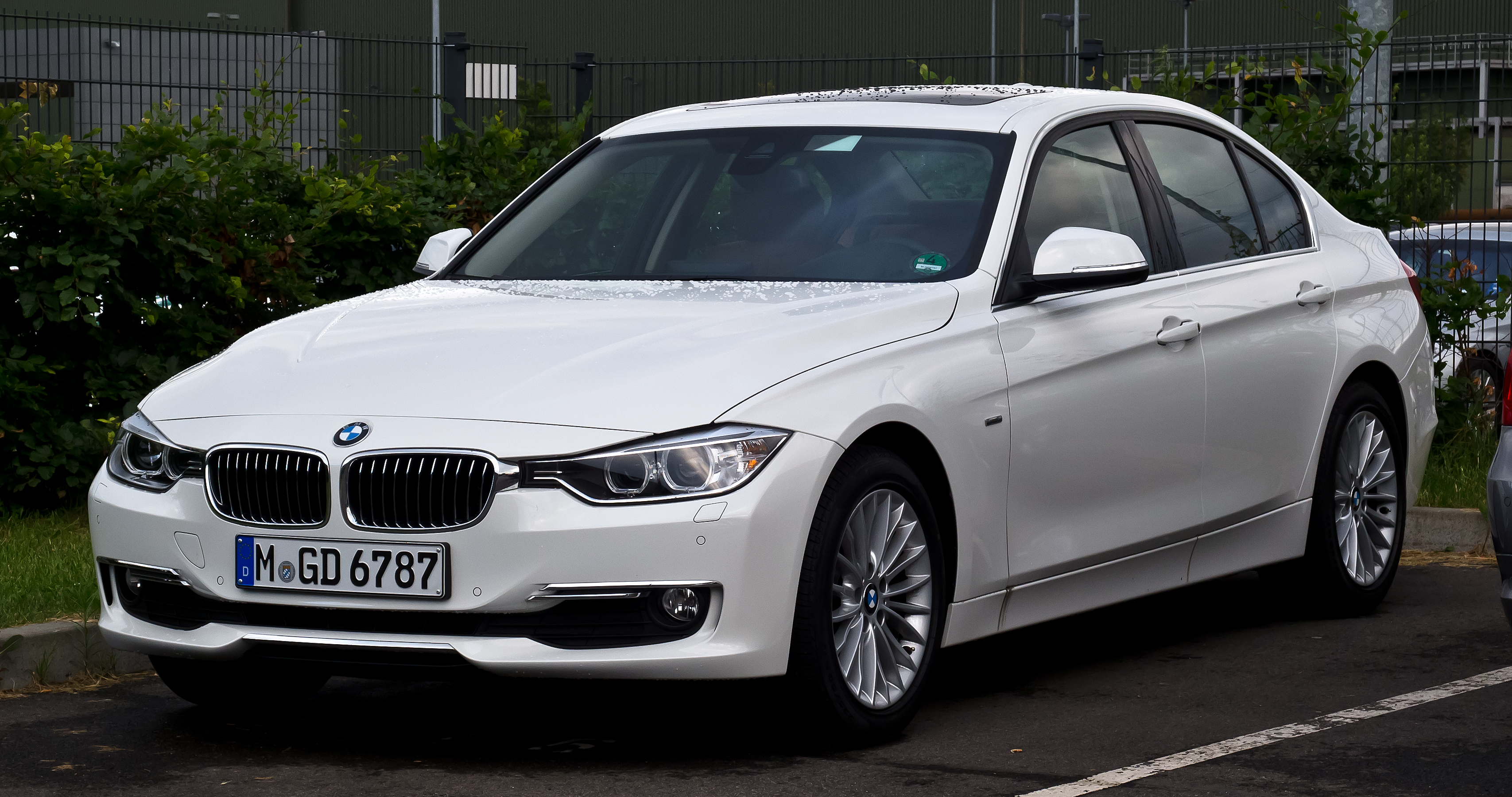
BMW 320d Luxury Line Limousine (2012–2015)
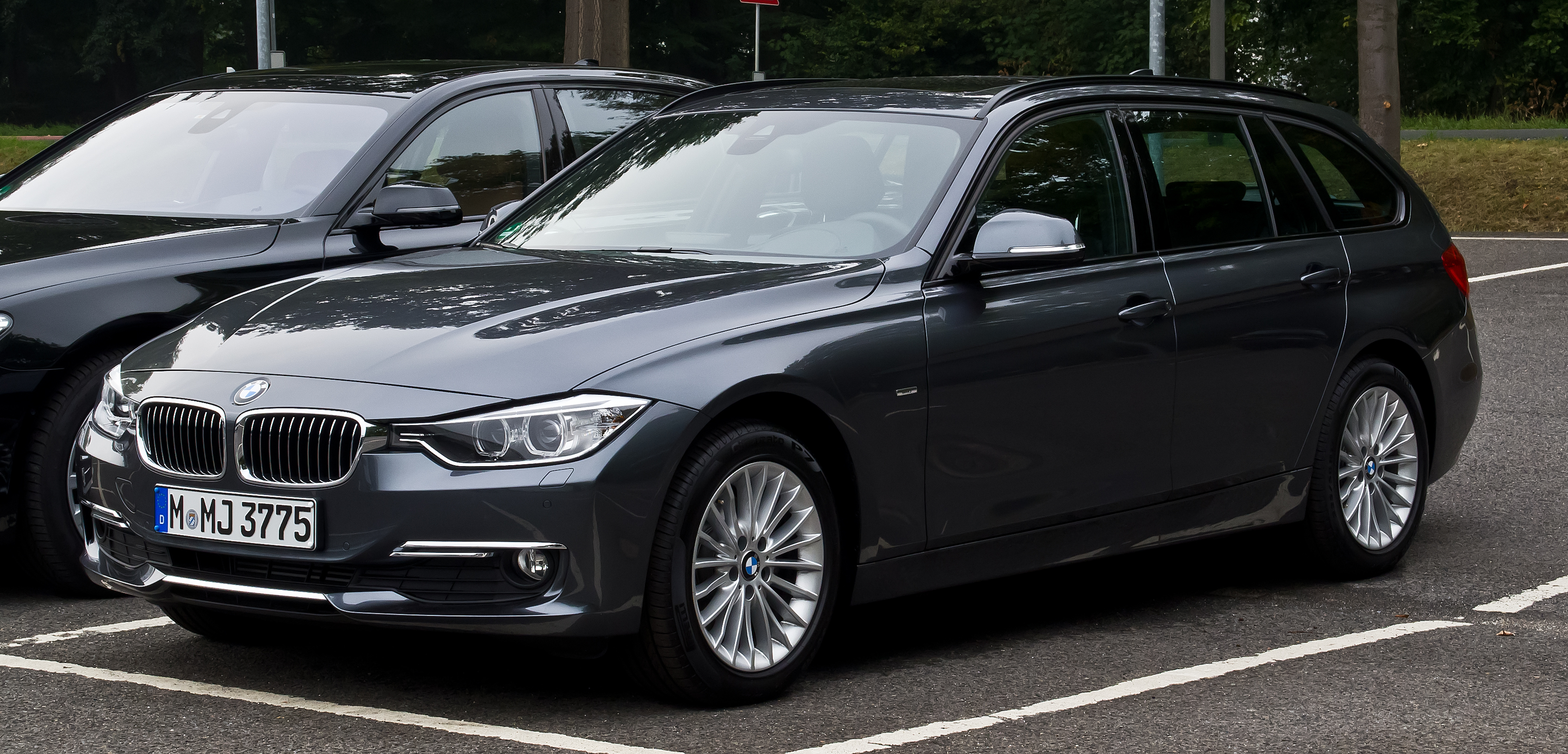
BMW 320d Luxury Line Touring (2012–2015)
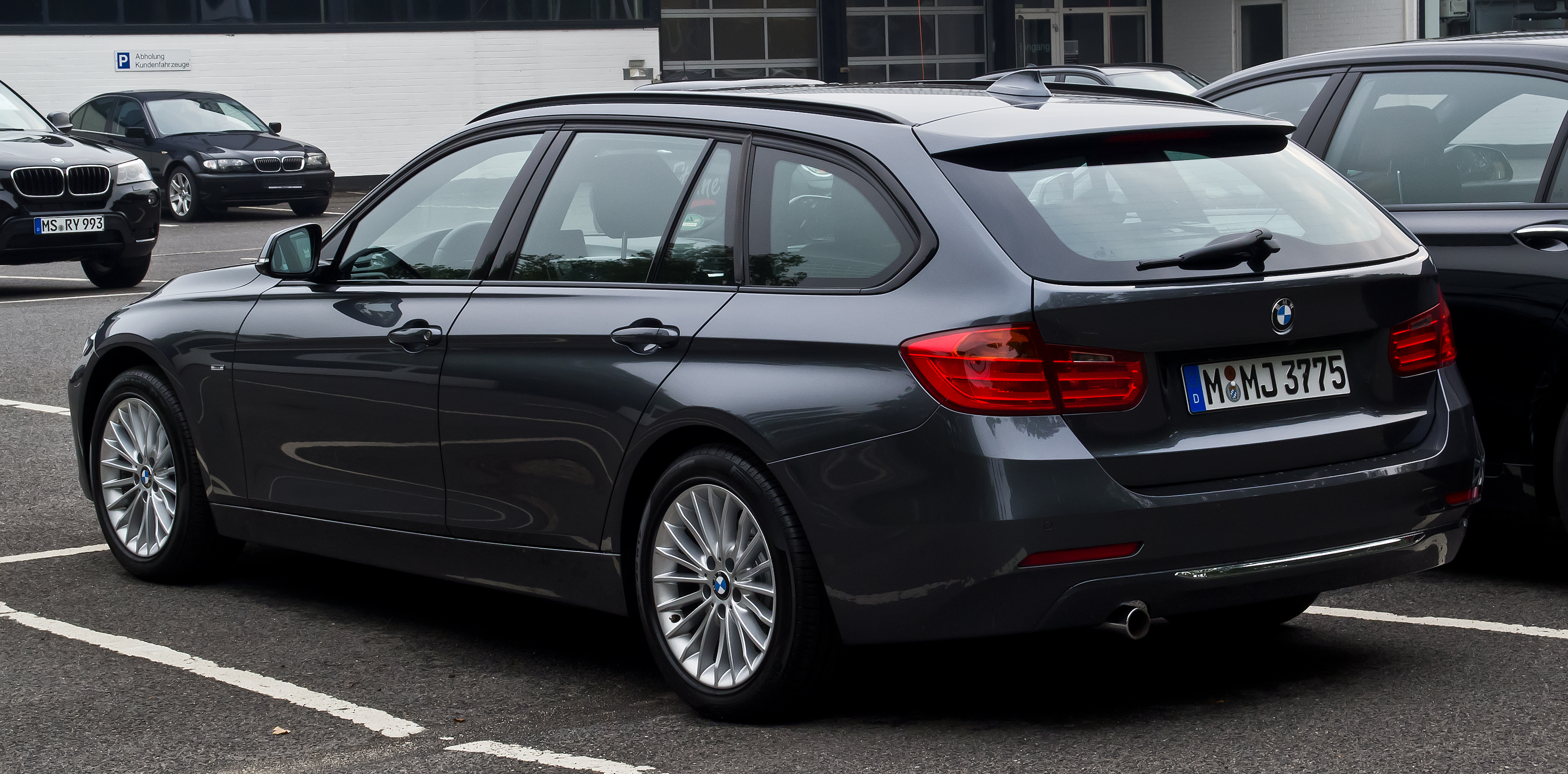
Heckansicht

Modern Line

Mit dieser soll, wie der Name schon andeutet, das Auto moderner wirken. Dafür befinden sich im Innenraum ebenfalls einige Chromleisten. Außen werden viele Teile in mattchrom ausgeführt. Serienmäßig sind die Sitze mit einer Stoff-Leder-Kombination bezogen. Die Modern Line wird mit dem Facelift Mitte 2015 nicht mehr angeboten, die Komponenten bleiben aber einzeln bestellbar.

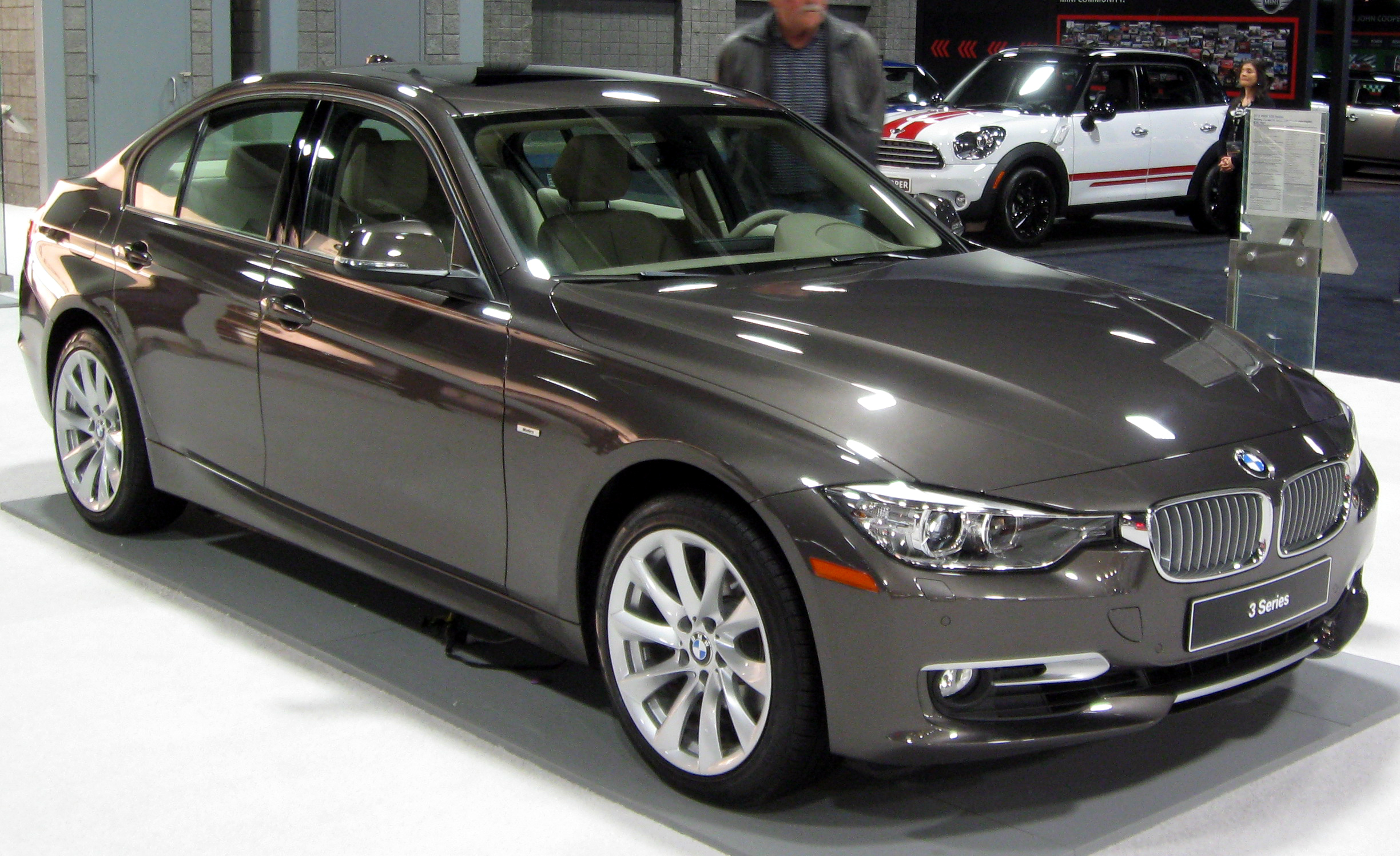
BMW 328i Modern Line Limousine (2012–2014)

M-Sportpaket
Das M-Paket ist seit dem Mai 2012 bestellbar. Exklusiv für das M-Paket kann das Fahrzeug in der Farbe Estorilblau ausgeliefert werden. Die Front- und Heckschürze unterscheidet sich deutlich von den anderen Modellen. Zu den technischen Ausstattungsmerkmalen zählen ein Sportfahrwerk mit 10 mm Tieferlegung (auch separat erhältlich) und die optionale „M Sport-Bremse“ mit blauen Bremssätteln.

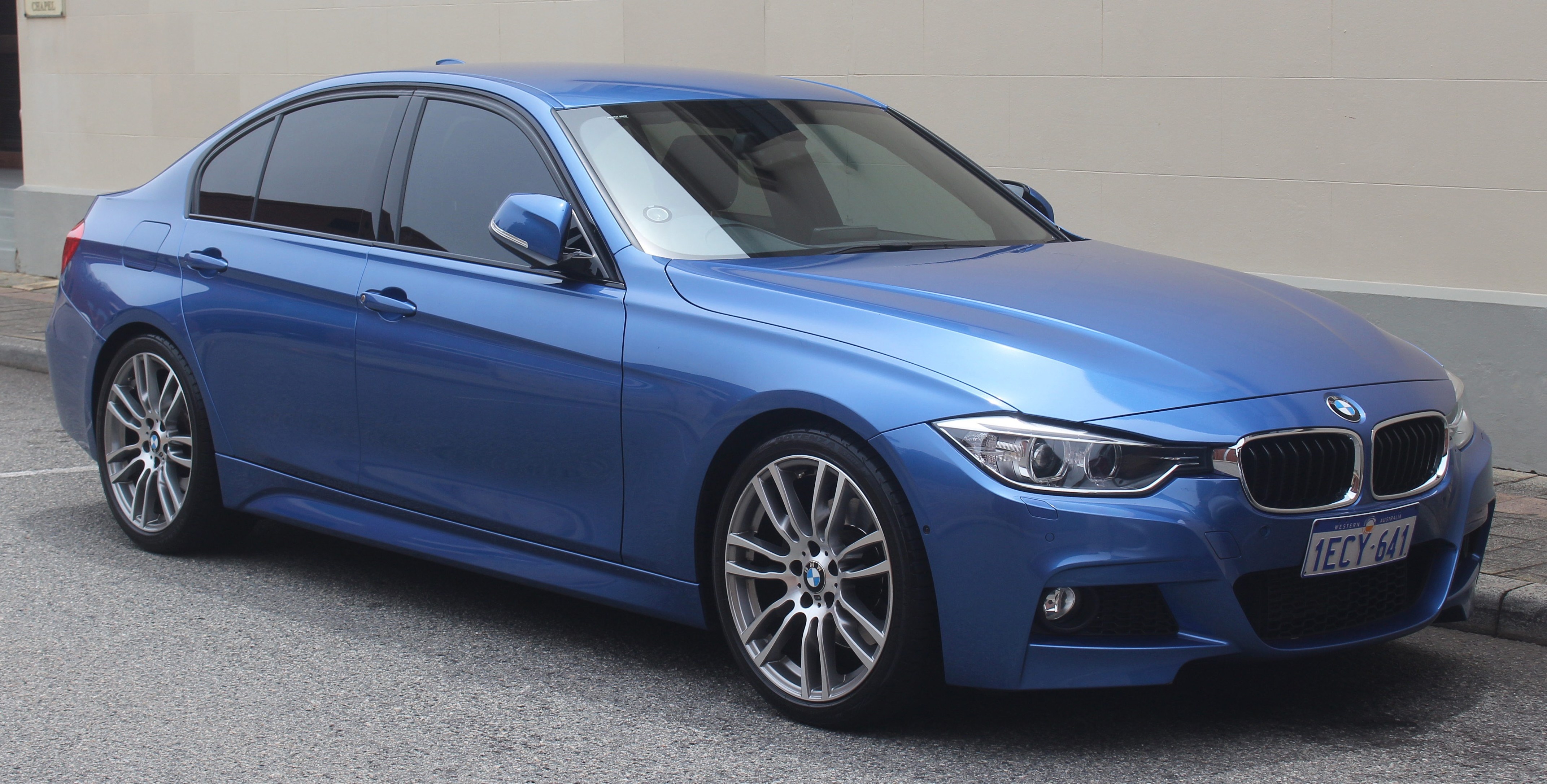
BMW 328i Limousine mit M-Sportpaket
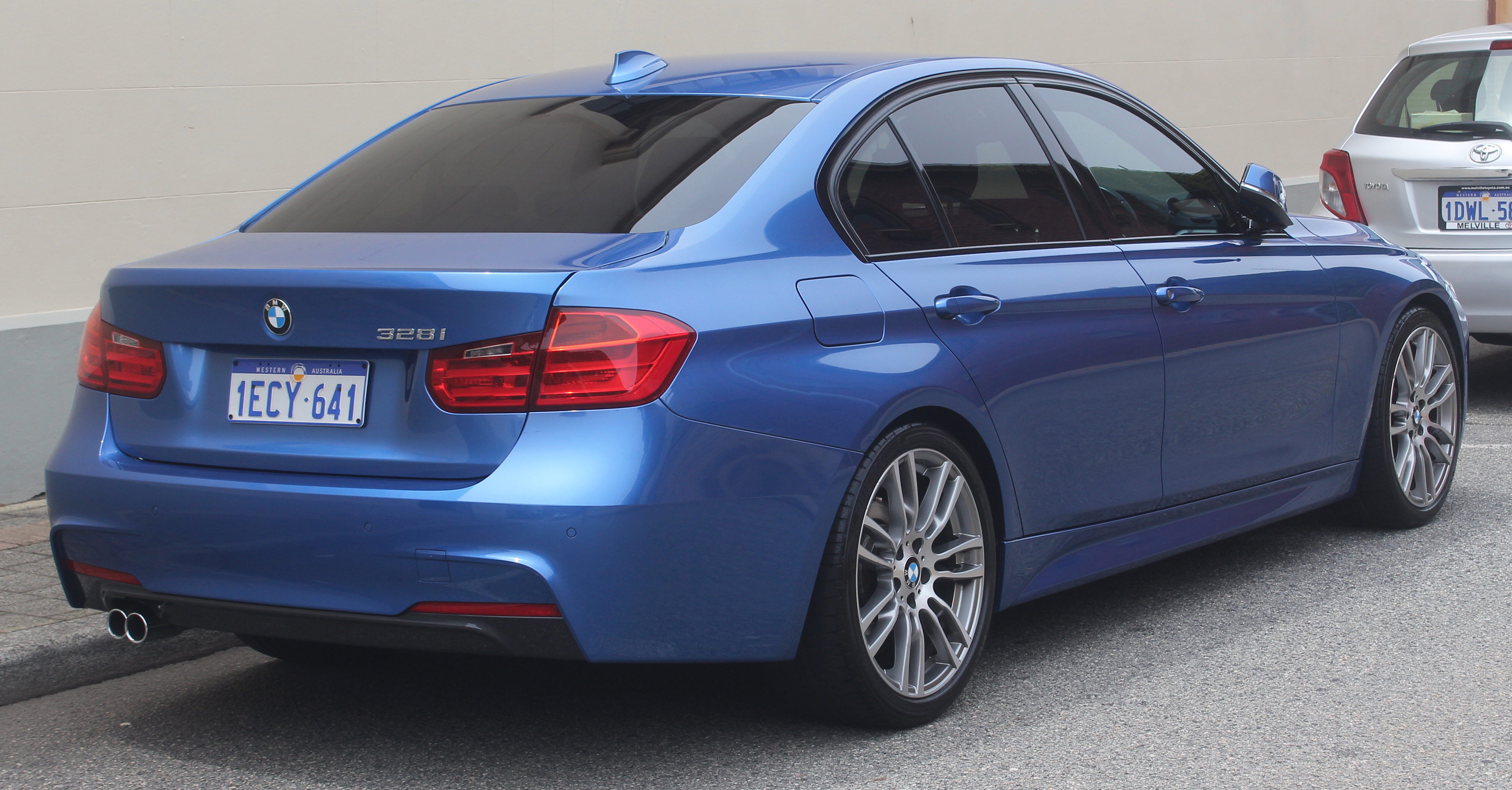
Heckansicht
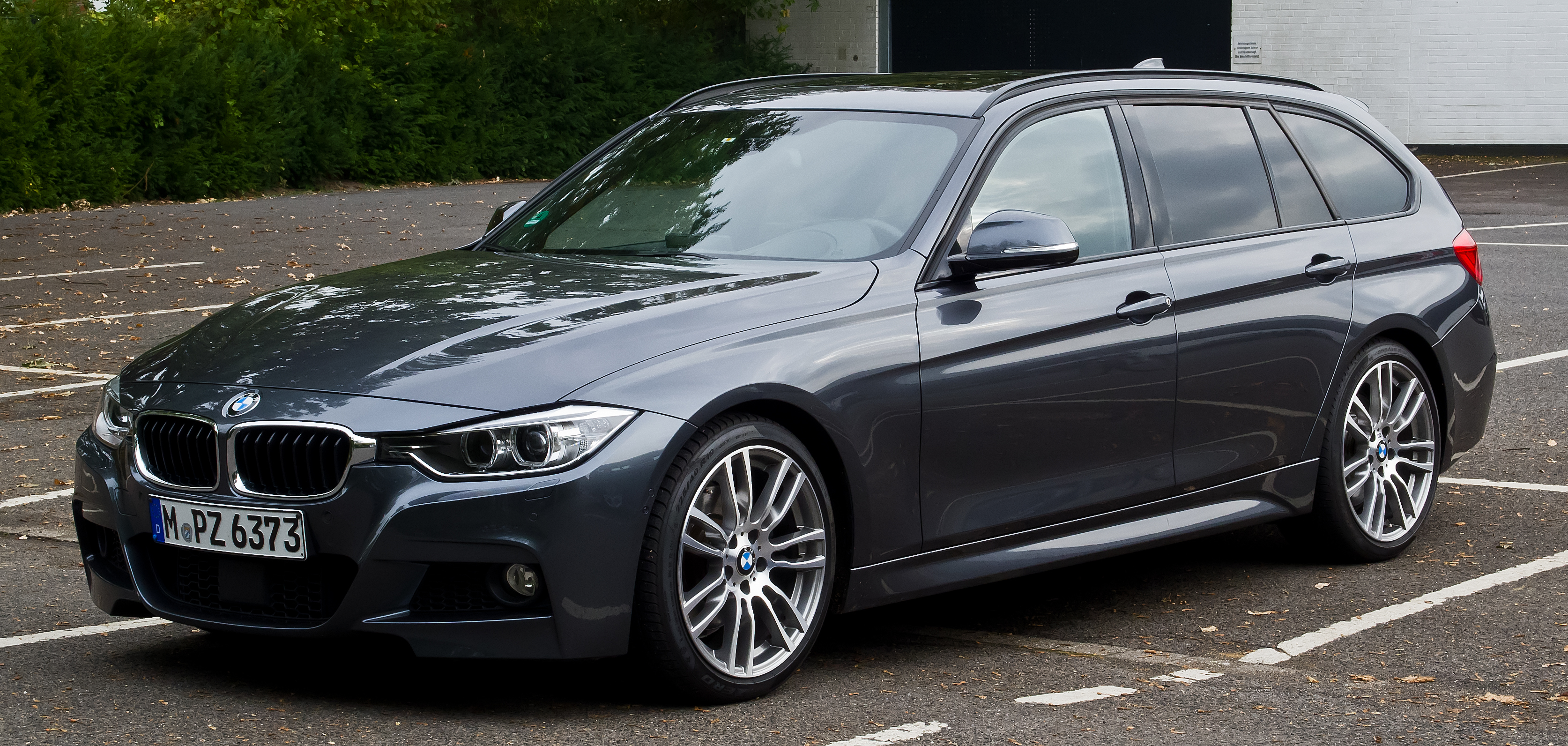
BMW 330d Touring mit M-Sportpaket (2012–2015)
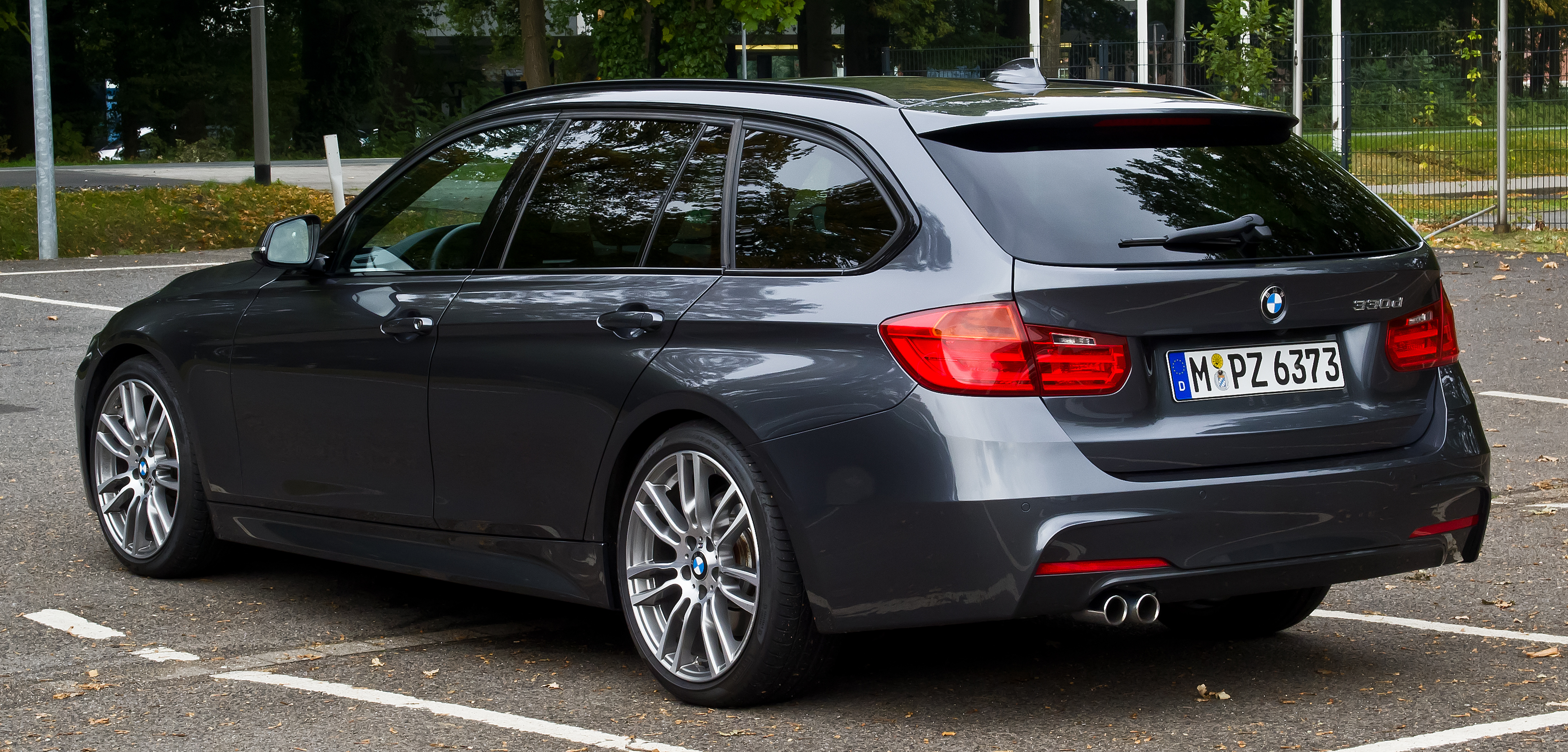
Heckansicht

### Multimedia
Serienmäßig hat der 3er ein CD-Radio (inkl. MP3-Dekoder) mit sechs Lautsprechern und Aux-In-Anschluss in Verbindung mit einem hochauflösenden Bildschirm mit 6,5 beziehungsweise 8,8 Zoll Diagonal. Es wird über das iDrive bedient. Serienmäßig gibt es unter dem Fahrer/Beifahrersitz je einen Subwoofer. Ein DVD-Wechsler, ein DAB+-Empfänger, sowie das HiFi-Professional System (205 Watt) oder das Harman-Kardon-Lautsprechersystem mit 16 Lautsprechern (14 beim Touring) und 600 Watt Verstärkerleistung waren gegen Aufpreis erhältlich.
Mit der Sonderausstattung BMW Apps können Besitzer eines iPhone unter anderem Webradio-Stationen empfangen sowie Facebook- und Twitter-Beiträge auf dem Bordmonitor anzeigen. Zudem ist ein vollwertiger Internetzugang vorhanden.
In Verbindung mit dem Navigationssystem Professional wird eine TV-Funktion zum Empfang von analogen und digitalen Programmen angeboten.

### Fahrassistenzsysteme
Die aktive Geschwindigkeitsregelung hält mithilfe eines Radarsensors die vorab eingestellte Geschwindigkeit. Bei Unterschreitung eines eingestellten Abstandes zum vorausfahrenden Fahrzeug bremst das Auto automatisch auf die Geschwindigkeit des vorausfahrenden Fahrzeugs. Die maximale Verzögerung beträgt hierbei 4 m/s². Reicht diese Verzögerung nicht aus, wird der Fahrer durch akustische und optische Signale aufgefordert einzugreifen.
Ein Head-up-Display (HUD) projiziert Informationen an die Windschutzscheibe, so dass der Fahrer zum Ablesen der Geschwindigkeit oder der Route nicht mehr den Blick von der Straße abwenden muss.
Mit dem Surround View werden durch Kameras die Fahrbahnbereiche seitlich und hinter dem Fahrzeug (Top View und Rückfahrkamera) sowie Bereich rechts und links von der Fahrzeugfront (Side View) erfasst und auf dem Bildschirm im Innenraum angezeigt. Die Kameras dazu sind in den Außenspiegeln, der Kofferraumklappe und im Stoßfänger seitlich vorn.
Außerdem ist ein Parkassistent verfügbar. Mithilfe von Ultraschall-Sensoren vermisst das System bei einer Fahrgeschwindigkeit von bis zu 36 km/h permanent Länge und Breite von Parklücken am Straßenrand. Die Stellplätze müssen die Fahrzeuglänge um mindestens 1,20 Meter überschreiten, damit das System die Lenkbewegungen beim Einparken übernehmen kann. Der Fahrer muss hierbei noch das Gas- und Bremspedal bedienen.
Der Online-Verkehrslagedienst Real-Time Traffic Information (RTTI) als Erweiterung des ConnectedDrive-Angebots nutzt anonymisierte Bewegungsdaten des Mobiltelefons zur Ermittlung des Verkehrsflusses für eine optimierte Routenberechnungen. Neben Autobahnen werden damit auch Land- und Innerortsstraßen abgedeckt. Das Prinzip gleicht den beiden konkurrierenden Systemen TomTom HD Traffic und Audi Verkehrsinformationen online.

## Technik

### Motorisierungen

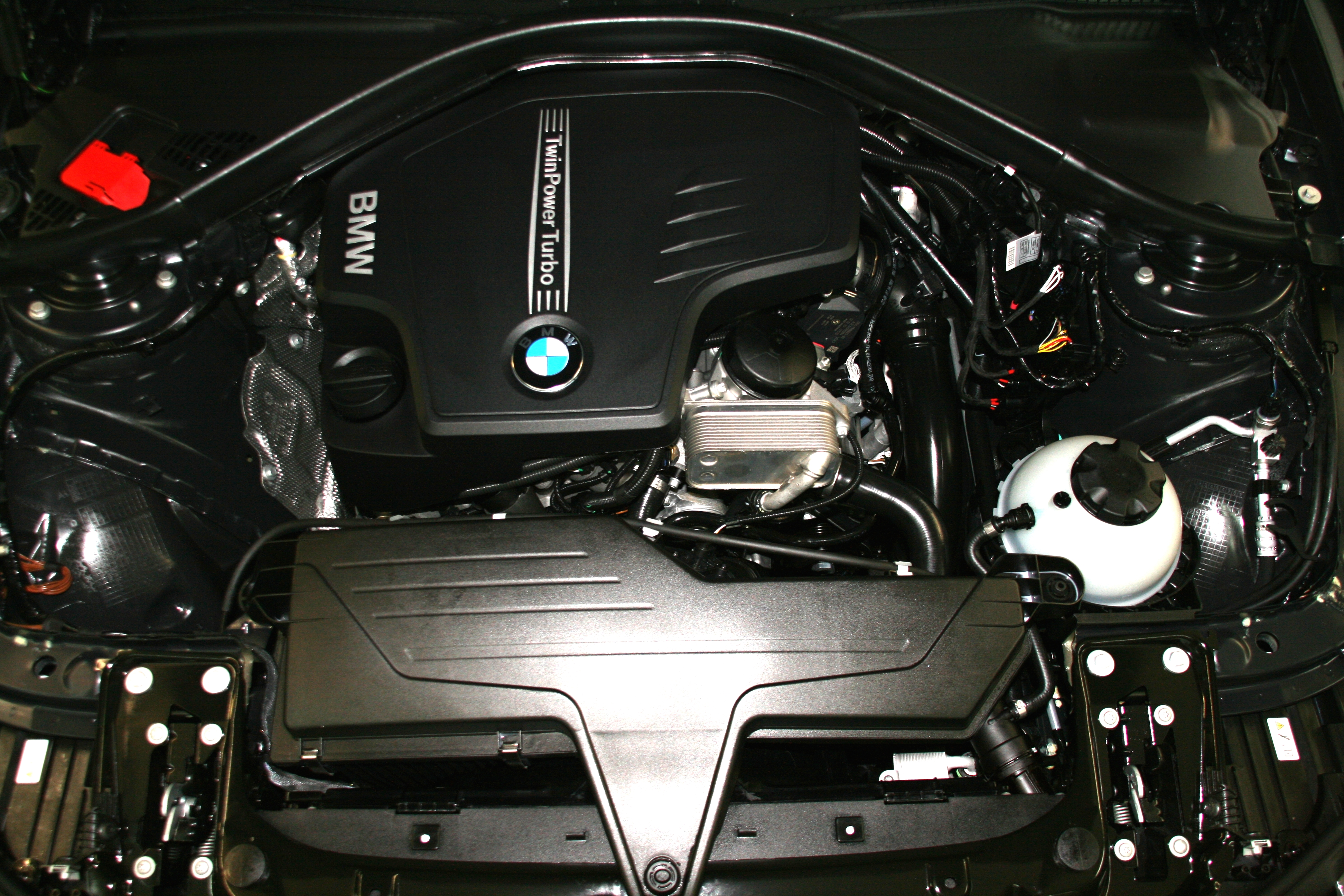
Motorraum des 328i

Das Topmodell 340i hat im Zuge der Modellpflege im Juli 2015 den 335i abgelöst. Dieser hatte den gleichen N55-Motor wie der Vorgänger E90. Der 340i basiert auf dem neu entwickelten Aggregat B58 und leistet maximal 240 kW (326 PS). Die Dieselmotoren bleiben weitestgehend unverändert, so gibt es unter anderem den bekannten 4-Zylinder-Reihenmotor N47. Im März 2012 wurde das Motorenangebot um drei weitere Antriebe (320i, 316d, 318d) ergänzt. Der BMW 330d mit einer maximalen Leistung von 190 kW (258 PS) wurde im Juli 2012 eingeführt, seit Sommer 2013 ist in der Limousine auch der 335d erhältlich. Ende 2012 wurde außerdem das Angebot um den 316i und den 320i EfficientDynamics Edition erweitert.
Von November 2012 bis Mai 2015 gab es das Hybridmodell ActiveHybrid 3, bei dem ein Elektromotor den Ottomotor unterstützt. Seit März 2016 ist das Plug-In-Hybrid-Modell 330e iPerformance verfügbar. Letzteres hat eine Batterie mit deutlich mehr Kapazität, ermöglicht rein elektrisches Fahren über ca. 30 km und die Batterie lässt sich an Ladesäulen und Steckdosen aufladen.
Zusammen mit dem Facelift im Jahr 2015 wurden zahlreiche Motorisierungsvarianten mit neueren Motorgenerationen ausgestattet.

#### Ottomotoren
Die Ottomotoren arbeiten mit einer strahlgeführten Direkteinspritzung (High Precision Injection) und einem TwinPower-Turbo mit zwei Abgaseinströmöffnungen (Twin-Scroll-Lader). Die 6-Zylinder-Reihenmotoren ohne Turbolader N53 aus dem 325i/330i werden durch die neuen 4-Zylinder-Turbo-Reihenmotoren N20 (320i/328i) mit zwei Litern Hubraum ersetzt. Die nicht aufgeladenen 4-Zylinder-Motoren des Vorgängers (N43) werden wie im 1er (F20) durch den N13 ersetzt.
Mit dem Facelift 2015 wurden von BMW die Modelle 316i, 328i und 335i gestrichen. An ihre Stelle treten die Varianten 318i, 330i und 340i mit jeweils völlig neuen Motoren. So wie der vorhergehende 316i mit einem Vierzylinder leistet auch der kleinste Motor im BMW 318i maximal 100 kW (136 PS), verbraucht im EU-Zyklus aber 13 Prozent weniger Kraftstoff. Der BMW 330i ersetzt den bisherigen 328i, erhält ebenfalls den Baukastenmotor B48 mit einer maximalen Leistung von 185 kW (252 PS) und beschleunigt in 5,8 bis 6,0 Sekunden von 0 auf 100 km/h. Der EU-Verbrauch konnte um über 12 Prozent reduziert werden.
Im neuen Topmodell 340i findet sich der dritte neu entwickelte Motor. Die leistungsstärkste Variante mit Ottomotor unterhalb der M-Reihe wird vom neuen Baukasten-Reihensechszylindermotor B58 angetrieben, der maximal 240 kW (326 PS) leistet. Im EU-Zyklus verbraucht der B58-Motor rund 10 Prozent weniger Kraftstoff als der 15 kW (20 PS) schwächere Vorgänger (N55).

#### Dieselmotoren
Die Dieselmodelle verfügen serienmäßig über einen Partikelfilter. Für die 320d EfficientDynamics Edition und den 320d ohne Allradantrieb war seit März 2012 optional ein Blue-Performance-Filter erhältlich, der durch einen NOxSpeicherkatalysator den Stickoxidausstoß reduziert und somit die Euro-6-Norm einhält. Im Verlauf des Jahres 2015 wurde bei den Vierzylinderdieselmotoren (N47) die nächste Dieselmotorengeneration (B47) eingesetzt.

### Getriebe
Serienmäßig wird ein 6-Gang-Schaltgetriebe angeboten, wahlweise verfügbar sind auch die 8-Gang-Automatikgetriebe 8HP45/50/70 von ZF Friedrichshafen. Beide Getriebetypen unterstützen das Auto-Start-Stopp-System.

### Umwelt
Unter dem Begriff BMW EfficientDynamics sind mehrere technische Neuerungen zusammengefasst, die weniger Kraftstoffverbrauch bei gleichzeitig gesteigerter Leistung bewirken. Zusätzlich hat der 3er einen Eco-Pro-Modus. Dabei wird ein verbrauchsgünstiger Fahrstil durch eine Anpassung der Antriebssteuerung und des Betriebes der Heizungs- und Klimaanlage, der Außenspiegelbeheizung und der Sitzheizung unterstützt. Zudem wurde der Luftwiderstandsbeiwert (cW) der Limousine auf 0,26 gesenkt. Rechts und links am Außenrand der Lufteinlässe befinden sich zusätzlich kleine vertikale Luftöffnungen für den sogenannten Air Curtain. Diese sorgen durch eine verbesserte Umströmung der Vorderräder für einen geringeren Luftwiderstand.
Alle Motoren unterschreiten die Grenzwerte der Abgasnorm EU5 sowie der US-amerikanischen ULEV II. Es ist wieder eine Efficient-Dynamics-Variante des 320d mit verringerter Leistung und gesteigerter Effizienz verfügbar. Diese hält mit dem optionalen „Blue-Performance“-Filter auch die Euro-6-Norm ein.

### Fahrzeugabstimmung
Über einen Fahrerlebnisschalter auf der Mittelkonsole kann Motorcharakteristik, Fahrstabilitätsregelung, Kennlinie der Lenkung und das Schaltprogramm sowie die Schaltdynamik des Automatikgetriebes verändert werden. Es stehen dabei die Modi Comfort, Sport und Eco Pro zur Verfügung. In Verbindung mit bestimmten Sonderausstattungen gibt es auch einen Sport+-Modus. Bei Wahl der optionalen adaptiven Dämpfersteuerung („Adaptives Fahrwerk“) lässt sich auch die Stoßdämpferkennlinie beeinflussen.
Bei Fahrzeugen mit dem Navigationssystem Business oder Professional können auf dem Bildschirm der Mittelkonsole die aktuellen Motorleistungs- und Drehmomentwerte angezeigt werden.

### Lenkung
In allen Versionen ist eine elektromechanische Servolenkung serienmäßig. Optional wird eine Servotronic (geschwindigkeitsabhängige Lenkunterstützung) oder eine variable Sportlenkung angeboten, bei der das Übersetzungsverhältnis im Lenkgetriebe sich abhängig vom Lenkradeinschlag ändert. Dadurch werden die für große Radeinschläge erforderlichen Lenkradbewegungen um bis zu 25 Prozent reduziert. Die jeweilige Lenkübersetzung wird rein mechanisch durch eine variable Verzahnung der Zahnstange bewirkt. Seit Juli 2014 ist die Servotronic-Lenkung Serienausstattung.

### Fahrwerk
Das Fahrzeug hat vorne MacPherson-Federbeine mit zwei nebeneinander angelenkten Querlenkern. (Doppelgelenk-Zugstrebenvorderachse). Zugstreben, Querlenker und Schwenklager sind aus Aluminium gefertigt. Die Hinterräder sind an einer Fünflenker-Radaufhängung aufgehängt. Die Achslastverteilung beträgt 50:50.
Außer dem serienmäßigen Fahrwerk sind ein M-Sportfahrwerk und ein adaptives Fahrwerk erhältlich; das Fahrzeug wird bei beiden Sonderausstattungen um 10 mm tiefergelegt. Beim adaptiven Fahrwerk kann über eine Dämpfersteuerung die Kennlinie des Fahrwerks verändert werden.
Serienmäßig hat der F30 Hinterradantrieb, einige Modelle können gegen Aufpreis mit Allradantrieb ausgestattet werden.
Der 335d ist nur mit Allradantrieb verfügbar.

### Bremsen
Alle Modelle bis einschließlich 328i/330d (inklusive Varianten mit Allradantrieb) haben vorne 300 mm × 22 mm bis zu 330 mm × 24 mm große Bremsscheiben (Durchmesser × Dicke) und 1-Kolben-Faustsättel. Hinten sind 300 mm × 20 mm große Bremsscheiben mit Gusseisen-1-Kolben-Faustsättel (Kolbendurchmesser 42 mm) montiert.
Die leistungsstärksten Modelle 335i(X) und 335dX haben die „kleine“ M-Sportbremse. Diese hat vorne 340 mm × 30 mm große Bremsscheiben und Aluminium-4-Kolben-Festsättel (Kolbendurchmesser 40 mm). Auf der Hinterachse sind 330 mm × 20 mm große Bremsscheiben mit Gusseisen-1-Kolben-Faustsätteln (Kolbendurchmesser 42 mm) montiert.
Optional wird eine M-Sportbremse (blau lackierte Bremssättel) angeboten. Diese besteht aus Aluminium-Festsätteln mit je vier Kolben vorn und je zwei Kolben hinten sowie größer dimensionierten Leichtbau-Bremsscheiben. Die optional bestellbaren M-Sportbremsen unterscheiden sich je nach Modell. Die Sechszylinder-Modelle und 328i sowie 325d erhalten Bremsscheiben mit einem Durchmesser von 370 mm vorne. Alle anderen Modelle erhalten 340-mm-Scheiben. Bei Bremsscheiben mit einem Durchmesser über 340 mm sind Räder ab 18 Zoll erforderlich.
Für die Modelle mit originalen Bremsen mit 340-mm-Bremsscheiben vorne (335i(X), 335dX) kann man nachträglich gelochte und genutete Bremsscheiben von BMW kaufen. Weiterhin sind die 18-Zoll-M-Performance-Bremsen bestellbar. Diese haben für alle Fahrzeuge vorne gelochte und genutete Scheiben in der Größe 370 mm × 30 mm mit 4-Kolben-Festsattel und hinten gelochte und genutete 345 mm × 24 mm große Bremsscheiben mit 2-Kolben-Sattel. Sie sind in den verschiedenen Bremssattel-Farben Gelb, Orange und Rot verfügbar.

### Sicherheit
Die BMW F30 haben neben Antiblockiersystem (ABS) mit Bremsassistent und Cornering Brake Control 3-Punkt-Sicherheitsgurte an allen fünf Sitzplätzen, an den vorderen beiden mit Gurtstraffer und Gurtkraftbegrenzer, eine Fahrdynamikregelung (Electronic Stability Control, ESP) mit Antriebsschlupfregelung (bei BMW Dynamische Stabilitäts-Control, DSC bzw. Dynamische Traktions-Control, DTC genannt), ferner sechs Airbags (Fahrer- und Beifahrer, zwei Seitenairbags und durchgehende Kopfairbags). Zur besseren Erkennbarkeit von sehr starken Bremsungen beginnen die Bremsleuchten dabei zu blinken. Um die Fußgängersicherheit zu verbessern, ist ein Stoßabsorber zwischen Stoßfängerträger und Stoßfängerverkleidung eingebaut. Dieser soll Beinverletzungen bei einem Aufprall reduzieren. Auch die Motorhaube enthält Deformationselemente, die einen Teil der Aufprallenergie abbauen sollen.
Im Vergleich zum Vorgänger wurde die Steifigkeit der Karosserie um mehr als 10 % erhöht.
Kindersitze lassen sich an der Rückbank nur auf den Außensitzen sicher befestigen. Dort sind auch Isofix-Halterungen vorhanden. Für den Beifahrersitz kostet ein abschaltbarer Airbag Aufpreis. Hintere Seitenairbags sind wie auch ein Fahrer-Knieairbag nicht erhältlich.
Gegen Aufpreis ist eine Spurverlassens- und ein Auffahrwarner erhältlich. Sie greifen allerdings nicht in das Fahrgeschehen ein (Gegenlenken oder Abbremsen). Auch ist ein sogenanntes Active-Protection-Paket erhältlich. Dieses wird ab 18 km/h aktiv und strafft den Gurt automatisch, um etwaige Gurtlose des Fahrer- und Beifahrergurts zu entfernen. Kommt es zu einer fahrkritischen Situation, wie einem bevorstehenden Unfall, werden die Sicherheitsgurte auf den Vordersitzen gestrafft, die Seitenscheiben und das Schiebedach geschlossen. Eine drohende Kollision wird durch eine Frontkamera oder -radar, durch eine vom Fahrer initiierte Notbremsung oder starkes Unter- oder Übersteuern erkannt. Ist ein Zusammenstoß nach Einschätzung des Systems unausweichlich, leitet es eine selbständige Bremsung mit einer maximalen Verzögerung von 5 m/s² bis zum Stillstand ein. Nach einem Unfall soll das Fahrzeug noch 1,5 Sekunden mit blockierten Bremsen gehalten werden, um eine Zweitkollision zu verhindern.

## HybridmodellActiveHybrid 3
Von November 2012 bis Mai 2015 war ein Vollhybridmodell des F30 erhältlich. Im ActiveHybrid 3 wurde der Motor des 335i mit einem 40-kW-Elektromotor kombiniert. Die maximale Systemleistung beträgt 250 kW (340 PS) und das maximale Drehmoment 450 Nm. Der Kraftstoffverbrauch im kombinierten Betrieb nach ECE-Fahrzyklus beträgt 5,9 Liter pro 100 Kilometer. Die Höchstgeschwindigkeit im rein elektrischen Betrieb ist 75 km/h für bis zu 4 km aus einer Batterie von 1,35 kWh. Der Kofferraum reduziert sich durch die Akkus unter dem Boden von 480 auf 390 Liter.
Bis zu einer Geschwindigkeit von 160 km/h ist Segeln möglich. Der Elektromotor unterstützt den Verbrennungsmotor bis zur Abregelung des Autos (250 km/h).

## Plug-In-Hybrid330e iPerformance
Ab März 2016 war ein Plug-in-Hybrid des F30 erhältlich. Hierbei wurde der Motor des 320i (Facelift) mit einem 65-kW-Elektromotor im 8-Gang-Automatikgetriebe und einer Batterie mit deutlich mehr Kapazität unter dem Kofferraum kombiniert. Aus dieser Batterie mit 7,7 kWh Kapazität sind etwa 30 km elektrisches Fahren bis 120 km/h möglich. Die Batterie kann an Ladesäulen/einer Wallbox in ca. 2:15 h oder an der In-Kabel-Kontrollbox an Steckdosen ca. 3:15 h voll geladen werden. Die Akkus unter dem Kofferraumboden verringern den Kofferraum von 480 auf 370 Liter. Der Tankinhalt wurde von 60 auf 41 Liter reduziert.

## Gran Turismo (F34)

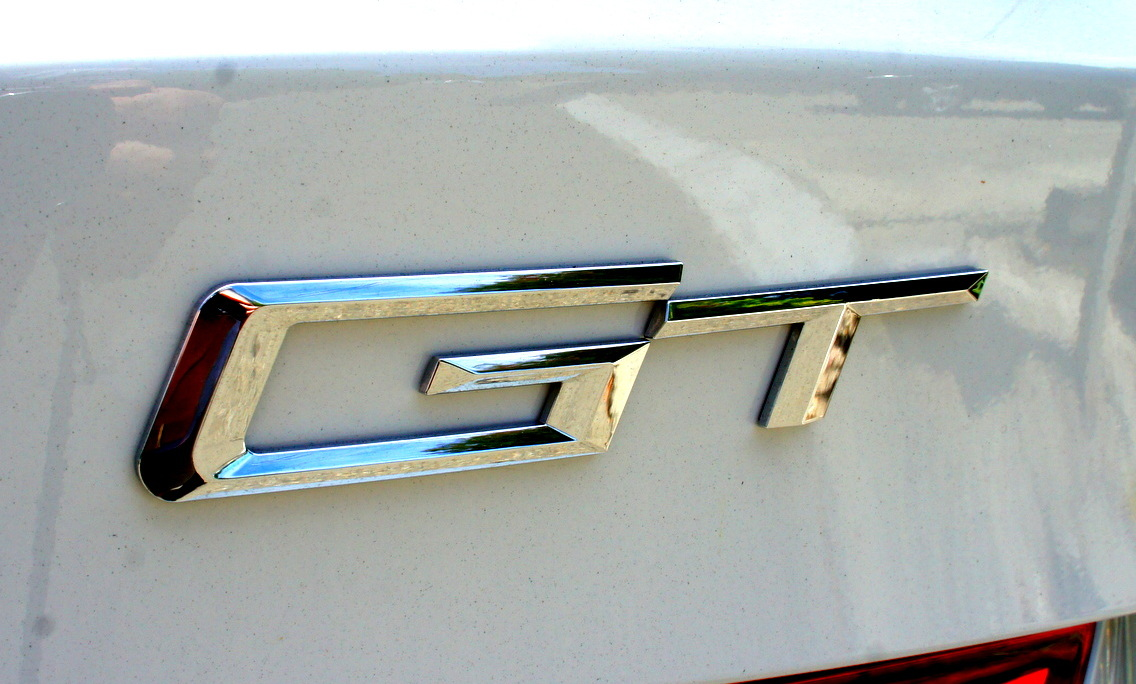
3er Gran Turismo, Heckemblem
(2013–2020)

Im Juni 2013 wurde erstmals innerhalb der BMW-3er-Reihe die fünftürige Schrägheckvariante Gran Turismo eingeführt. Die Silhouette ähnelt der eines Coupés, jedoch sind die Maße der Karosserie gegenüber denen der Limousine wesentlich größer, so dass der Gran Turismo die Bauarten Limousine und Touring vereint. Die verlängerte Bodengruppe des 3er Gran Turismo ist weitgehend der Bodengruppe der nur in China vermarkteten 3er Langversion (F35) gleich. Im März 2019 wurde auf der BMW-Bilanzpressekonferenz bekanntgegeben, dass der BMW 3er Gran Turismo, da er nicht stark nachgefragt wird, voraussichtlich kein Nachfolgemodell erhalten soll.

## Langversion (F35)

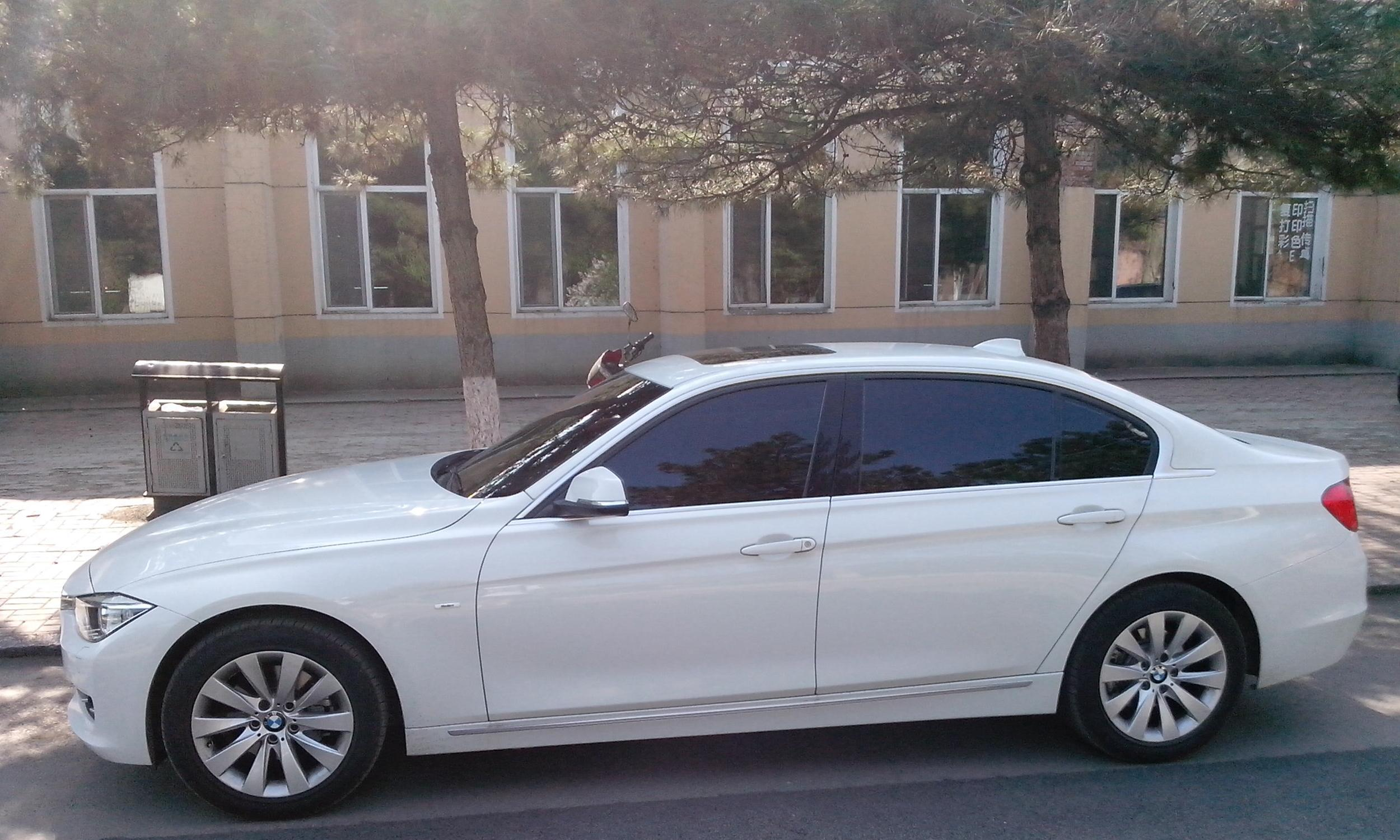
BMW F35

Für den Automarkt in China vorbehalten wird seit Juli 2012 eine Langversion der 3er Limousine im Werk in Shenyang produziert. Vorgestellt wurde die Variante mit einem um 110 mm verlängerten Radstand auf der Auto China 2012. Damit vergrößert sich der Platz im Fondknieraum um 90 mm. Serienmäßig sind alle Modelle mit dem 8-Gang-Sport-Automatikgetriebe ausgestattet, ausgenommen der 320Li Lifestyle mit 8-Stufen-Automatikgetriebe und der 320Li MT mit 6-Gang-Schaltgetriebe. Als Ausstattungslinie sind neben den bekannten Luxury Line (nicht als 335Li) und Modern Line auch MT (nur als 320Li) und Lifestyle (nur als 320Li und 328Li) erhältlich, nicht jedoch die Sport Line.

## Produktion und Absatz
Im BMW-Werk München wurden täglich rund 680 Einheiten der Limousine gefertigt. Der maximale Ausstoß war nach drei Monaten erreicht. Anders als beim Vorgänger werden von Anfang an auch alle länderspezifischen Varianten produziert. Insgesamt wurden 400 Millionen Euro für die Fertigung des F30 in das Werk in München investiert. Zusätzlich wurde der F30 in den Werken Regensburg und Rosslyn (Südafrika) produziert. Im Jahr 2015 wurden 44.637 Fahrzeuge des Modells in Deutschland zugelassen.

## Technische Daten

### Karosserieabmessungen
| Abmessungen                 | Abmessungen                             | Abmessungen                             | Abmessungen         | Abmessungen         | Abmessungen |
| Einheit                     | Limousine                               | Touring                                 | Langversion         | M3                  | M3 CS       |
| --------------------------- | --------------------------------------- | --------------------------------------- | ------------------- | ------------------- | ----------- |
| Radstand                    | 2810 mm                                 | 2810 mm                                 | 2920 mm             | 2810 mm             | 2812 mm     |
| Länge                       | 4633 mm                                 | 4633 mm                                 | 4753 mm             | 4671 mm             | 4671 mm     |
| Breite (inkl. Außenspiegel) | 2031 mm                                 | 2031 mm                                 | 2031 mm             | 2037 mm             |             |
| Breite (ohne Außenspiegel)  | 1811 mm                                 | 1811 mm                                 | 1811 mm             | 1877 mm             | 1877 mm     |
| Spurweite vorne             | 1543 mm 1531 mm (1)                     | 1543 mm 1531 mm (1)                     | 1543 mm 1531 mm (1) | 1579 mm             | 1579 mm     |
| Spurweite hinten            | 1583 mm 1572 mm (1)                     | 1583 mm 1572 mm (1)                     | 1583 mm 1572 mm (1) | 1603 mm             | 1604 mm     |
| Höhe                        | 1416 mm (2) 1429 mm (3) 1434 mm (3) (5) | 1416 mm (2) 1429 mm (3) 1434 mm (3) (5) | 1455 mm             | 1424 mm 1431 mm (4) | 1424 mm     |

### Ottomotoren

#### Limousine
|                                                                      | 316i                                                      | 320i EfficientDynamics Edition                            | 318i                                                      | 320i                                                      | 320i                                                      | 328i                                                      | 330i                                                      | 335i                                                      | 340i                                                      | M3                           | M3 Competition               | M3 CS                          |
| -------------------------------------------------------------------- | --------------------------------------------------------- | --------------------------------------------------------- | --------------------------------------------------------- | --------------------------------------------------------- | --------------------------------------------------------- | --------------------------------------------------------- | --------------------------------------------------------- | --------------------------------------------------------- | --------------------------------------------------------- | ---------------------------- | ---------------------------- | ------------------------------ |
| Bauzeitraum                                                          | 11/2012–05/2015                                           | 11/2012–05/2015                                           | 05/2015–10/2018                                           | 02/2012–10/2015                                           | 07/2015–10/2018                                           | 02/2012–07/2015                                           | 05/2015–10/2018                                           | 02/2012–07/2015                                           | 05/2015–10/2018                                           | 04/2014–05/2018              | 01/2016–05/2018              | 03/2018–05/2018                |
| Motor                                                                | Ottomotor                                                 | Ottomotor                                                 | Ottomotor                                                 | Ottomotor                                                 | Ottomotor                                                 | Ottomotor                                                 | Ottomotor                                                 | Ottomotor                                                 | Ottomotor                                                 | Ottomotor                    | Ottomotor                    | Ottomotor                      |
| Motorbauart                                                          | R4                                                        | R4                                                        | R3                                                        | R4                                                        | R4                                                        | R4                                                        | R4                                                        | R6                                                        | R6                                                        | R6                           | R6                           | R6                             |
| Aufladung                                                            | Twin-Scroll-Abgasturbolader TPT                           | Twin-Scroll-Abgasturbolader TPT                           | Twin-Scroll-Abgasturbolader TPT                           | Twin-Scroll-Abgasturbolader TPT                           | Twin-Scroll-Abgasturbolader TPT                           | Twin-Scroll-Abgasturbolader TPT                           | Twin-Scroll-Abgasturbolader TPT                           | Twin-Scroll-Abgasturbolader TPT                           | Twin-Scroll-Abgasturbolader TPT                           | zwei Abgasturbolader         | zwei Abgasturbolader         | zwei Abgasturbolader           |
| Gemischaufbereitung                                                  | Direkteinspritzung                                        | Direkteinspritzung                                        | Direkteinspritzung                                        | Direkteinspritzung                                        | Direkteinspritzung                                        | Direkteinspritzung                                        | Direkteinspritzung                                        | Direkteinspritzung                                        | Direkteinspritzung                                        | Direkteinspritzung           | Direkteinspritzung           | Direkteinspritzung             |
| variable Ventilsteuerung                                             | Valvetronic                                               | Valvetronic                                               | Valvetronic                                               | Valvetronic                                               | Valvetronic                                               | Valvetronic                                               | Valvetronic                                               | Valvetronic                                               | Valvetronic                                               | Valvetronic                  | Valvetronic                  | Valvetronic                    |
| Motortyp                                                             | N13B16                                                    | N13B16                                                    | B38B15                                                    | N20B20                                                    | B48B20                                                    | N20B20                                                    | B48B20                                                    | N55B30                                                    | B58B30                                                    | S55B30                       | S55B30                       | S55B30                         |
| Hubraum                                                              | 1598 cm³                                                  | 1598 cm³                                                  | 1499 cm³                                                  | 1997 cm³                                                  | 1998 cm³                                                  | 1997 cm³                                                  | 1998 cm³                                                  | 2979 cm³                                                  | 2998 cm³                                                  | 2979 cm³                     | 2979 cm³                     | 2979 cm³                       |
| max. Leistung bei 1/min                                              | 100 kW (136 PS)/ 4400–6450                                | 125 kW (170 PS)/ 4800–6450                                | 100 kW (136 PS)/ 4400–6000                                | 135 kW (184 PS)/ 5000                                     | 135 kW (184 PS)/ 5000–6500                                | 180 kW (245 PS)/ 5000–6500                                | 185 kW (252 PS)/ 5200–6500                                | 225 kW (306 PS)/ 5800–6400 (1)                            | 240 kW (326 PS)/ 5500–6500                                | 317 kW (431 PS)/ 5500–7300   | 331 kW (450 PS)/ 7000        | 338 kW (460 PS)/ 6250          |
| max. Drehmoment bei 1/min                                            | 220 Nm/ 1350–4300/min                                     | 250 Nm/ 1500–4500/min                                     | 220 Nm/ 1250–4300/min                                     | 270 Nm/ 1250–4500/min                                     | 270 Nm/ 1350–4600/min                                     | 350 Nm/ 1250–4800/min                                     | 350 Nm/ 1450–4800/min                                     | 400 Nm/ 1200–5000/min                                     | 450 Nm/ 1380–5000/min                                     | 550 Nm/ 1850–5500/min        | 550 Nm/ 1850–5500/min        | 600 Nm/ 4000–5380/min          |
| Getriebe, serienmäßig                                                | 6-Gang-Schaltgetriebe                                     | 6-Gang-Schaltgetriebe                                     | 6-Gang-Schaltgetriebe                                     | 6-Gang-Schaltgetriebe                                     | 6-Gang-Schaltgetriebe                                     | 6-Gang-Schaltgetriebe                                     | 6-Gang-Schaltgetriebe                                     | 6-Gang-Schaltgetriebe                                     | 6-Gang-Schaltgetriebe                                     | 6-Gang-Schaltgetriebe        | 6-Gang-Schaltgetriebe        | 7-Gang-Automatikgetriebe (DKG) |
| Getriebe, optional                                                   | 8-Gang-Automatikgetriebe / 8-Gang-Sport-Automatikgetriebe | 8-Gang-Automatikgetriebe / 8-Gang-Sport-Automatikgetriebe | 8-Gang-Automatikgetriebe / 8-Gang-Sport-Automatikgetriebe | 8-Gang-Automatikgetriebe / 8-Gang-Sport-Automatikgetriebe | 8-Gang-Automatikgetriebe / 8-Gang-Sport-Automatikgetriebe | 8-Gang-Automatikgetriebe / 8-Gang-Sport-Automatikgetriebe | 8-Gang-Automatikgetriebe / 8-Gang-Sport-Automatikgetriebe | 8-Gang-Automatikgetriebe / 8-Gang-Sport-Automatikgetriebe | 8-Gang-Automatikgetriebe / 8-Gang-Sport-Automatikgetriebe | 7-Gang-Automatikgetriebe DKG | 7-Gang-Automatikgetriebe DKG | –                              |
| Antrieb, serienmäßig                                                 | Hinterradantrieb                                          | Hinterradantrieb                                          | Hinterradantrieb                                          | Hinterradantrieb                                          | Hinterradantrieb                                          | Hinterradantrieb                                          | Hinterradantrieb                                          | Hinterradantrieb                                          | Hinterradantrieb                                          | Hinterradantrieb             | Hinterradantrieb             | Hinterradantrieb               |
| Antrieb, optional                                                    | –                                                         | –                                                         | –                                                         | Allradantrieb (xDrive)                                    | Allradantrieb (xDrive)                                    | Allradantrieb (xDrive)                                    | Allradantrieb (xDrive)                                    | Allradantrieb (xDrive)                                    | Allradantrieb (xDrive)                                    | –                            | –                            | –                              |
| Beschleunigung, 0–100 km/h in s                                      | 8,9 [9,1]                                                 | 7,6                                                       | 8,9 [9,1]                                                 | 7,3 [7,6]                                                 | 7,2 [7,3]                                                 | 5,9 [5,9] (5,7 [5,8])                                     | 5,9 [5,8] ([5,8])                                         | 5,5 [5,2] (5,3 [5,0])                                     | 5,2 [5,1] (5,0 [4,9])                                     | 4,3 [4,1]                    | 4,2 [4,0]                    | 3,9                            |
| Höchstgeschwindigkeit, km/h                                          | 210                                                       | 230                                                       | 210                                                       | 235 [233]                                                 | 235 [235]                                                 | 250 [250]                                                 | 250 [250]                                                 | 250 [250]                                                 | 250 [250]                                                 | 250 [250] 280 [280] (2)      | 250 [250] 280 [280] (2)      | 280                            |
| Kraftstoffverbrauch, nach ECE-Fahrzyklus, kombiniert in l/100 km (3) | 5,8–5,9 [5,8–5,9]                                         | 5,3 [5,4]                                                 | 5,5–5,1 [5,4–5,0]                                         | 6,1–6,3 [5,9–6,0] (6,5–6,8 [6,4–6,8])                     | 5,5–5,9 [5,3–5,8] (6,4–6,8 [5,7–6,1])                     | 6,4 [6,3] (6,9 [6,7])                                     | 6,1–6,5 [5,5–5,8] ([5,9–6,2])                             | 7,9 [7,2] (8,2 [7,6])                                     | 7,7–7,4 [6,8–6,5] (7,9–7,7 [7,3–6,9])                     | 9,1 [8,3]                    | 9,1 [8,3]                    | 8,3                            |
| Kohlendioxid-Emission, kombiniert in g/km (4)                        | 134–137 [134–137]                                         | 124 [127]                                                 | 129–119 [126–116]                                         | 144–147 [138–141] (152–159 [149–158])                     | 128–138 [124–134] (149–159 [132–142])                     | 149 [147] (162 [157])                                     | 143–151 [129–136] ([138–144])                             | 186 [169] (193 [178])                                     | 179–172 [159–152] (185–179 [169–162])                     | 209 [194]                    | 209 [194]                    | 194                            |
| Abgasnorm nach EU-Klassifikation                                     | Euro 5                                                    | Euro 5                                                    | Euro 6                                                    | Euro 5                                                    | Euro 6                                                    | Euro 5                                                    | Euro 6                                                    | Euro 5                                                    | Euro 6                                                    | Euro 6                       | Euro 6                       | Euro 6                         |
| Leergewicht in kg                                                    | 1460 [1480]                                               | 1465 [1485]                                               | 1475 [1500]                                               | 1475 [1495]                                               | 1505 [1525]                                               | 1505 [1525]                                               | 1540 [1570]                                               | 1585 [1595]                                               | 1605 [1615]                                               | 1595 [1635]                  | 1610 [1635]                  | [1660]                         |
| Tankinhalt in l                                                      | 60                                                        | 60                                                        | 60                                                        | 60                                                        | 60                                                        | 60                                                        | 60                                                        | 60                                                        | 60                                                        | 60                           | 60                           | 60                             |
| Quelle                                                               | [ 22 ]                                                    | [ 23 ] [ 24 ]                                             | [ 25 ]                                                    | [ 26 ] [ 27 ]                                             | [ 25 ]                                                    | [ 28 ]                                                    | [ 25 ]                                                    | [ 28 ] [ 29 ]                                             | [ 25 ]                                                    | [ 30 ]                       |                              |                                |

Werte in eckigen Klammern [ ] gelten für Fahrzeuge mit Automatikgetriebe, in runden Klammern ( ) für die Variante mit xDrive.

#### Limousine mit langem Radstand
|                                                                      | 320Li       | 328Li   | 328Li xDrive | 335Li   |
| -------------------------------------------------------------------- | ----------- | ------- | ------------ | ------- |
| Höchstgeschwindigkeit in km/h                                        | 235         | 250 (1) | 250 (1)      | 250 (1) |
| Beschleunigung 0–100 km/h in s                                       | 7,9 7,5 (2) | 6,3     | 6,0          | 5,7     |
| Kraftstoffverbrauch, nach ECE-Fahrzyklus, kombiniert in l/100 km (3) | 6,9         | 7,2     | 7,2          | 8,3     |
| Kohlendioxid-Emission, kombiniert in g/km                            | 160         | 167     | ?            | 192     |

#### Touring
|                                                                      | 316i                                                      | 318i                                                      | 320i                                                      | 320i                                                      | 328i                                                      | 330i                                                      | 335i                                                      | 340i                                                      |
| -------------------------------------------------------------------- | --------------------------------------------------------- | --------------------------------------------------------- | --------------------------------------------------------- | --------------------------------------------------------- | --------------------------------------------------------- | --------------------------------------------------------- | --------------------------------------------------------- | --------------------------------------------------------- |
| Bauzeitraum                                                          | 03/2013–07/2015                                           | 07/2015–06/2019                                           | 11/2012–06/2015                                           | 07/2015–06/2019                                           | 05/2012–06/2015                                           | 07/2015–06/2019                                           | 03/2013–07/2015                                           | 07/2015–06/2019                                           |
| Motor                                                                | Ottomotor                                                 | Ottomotor                                                 | Ottomotor                                                 | Ottomotor                                                 | Ottomotor                                                 | Ottomotor                                                 | Ottomotor                                                 | Ottomotor                                                 |
| Motorbauart                                                          | R4                                                        | R3                                                        | R4                                                        | R4                                                        | R4                                                        | R4                                                        | R6                                                        | R6                                                        |
| Aufladung                                                            | Twin-Scroll–Abgasturbolader TPT                           | Twin-Scroll–Abgasturbolader TPT                           | Twin-Scroll–Abgasturbolader TPT                           | Twin-Scroll–Abgasturbolader TPT                           | Twin-Scroll–Abgasturbolader TPT                           | Twin-Scroll–Abgasturbolader TPT                           | Twin-Scroll–Abgasturbolader TPT                           | Twin-Scroll–Abgasturbolader TPT                           |
| Gemischaufbereitung                                                  | Direkteinspritzung                                        | Direkteinspritzung                                        | Direkteinspritzung                                        | Direkteinspritzung                                        | Direkteinspritzung                                        | Direkteinspritzung                                        | Direkteinspritzung                                        | Direkteinspritzung                                        |
| variable Ventilsteuerung                                             | Valvetronic                                               | Valvetronic                                               | Valvetronic                                               | Valvetronic                                               | Valvetronic                                               | Valvetronic                                               | Valvetronic                                               | Valvetronic                                               |
| Motortyp                                                             | N13B16                                                    | B38B15                                                    | N20B20                                                    | B48B20                                                    | N20B20                                                    | B48B20                                                    | N55B30                                                    | B58B30                                                    |
| Hubraum                                                              | 1598 cm³                                                  | 1499 cm³                                                  | 1997 cm³                                                  | 1998 cm³                                                  | 1997 cm³                                                  | 1998 cm³                                                  | 2979 cm³                                                  | 2998 cm³                                                  |
| max. Leistung bei 1/min                                              | 100 kW (136 PS)/ 4400–6450                                | 100 kW (136 PS)/ 4400–6000                                | 135 kW (184 PS)/ 5000                                     | 135 kW (184 PS)/ 5000–6500                                | 180 kW (245 PS)/ 5000–6500                                | 185 kW (252 PS)/ 5200                                     | 225 kW (306 PS)/ 5800–6000                                | 240 kW (326 PS)/ 5500–6500                                |
| max. Drehmoment bei 1/min                                            | 220 Nm/ 1350–4300                                         | 220 Nm/ 1250–4300                                         | 270 Nm/ 1250–4500                                         | 290 Nm/ 1350–4250                                         | 350 Nm/ 1250–4800                                         | 350 Nm/ 1250–4800                                         | 400 Nm/ 1200–5000                                         | 450 Nm/ 1380–5000                                         |
| Getriebe, serienmäßig                                                | 6-Gang-Schaltgetriebe                                     | 6-Gang-Schaltgetriebe                                     | 6-Gang-Schaltgetriebe                                     | 6-Gang-Schaltgetriebe                                     | 6-Gang-Schaltgetriebe                                     | 6-Gang-Schaltgetriebe                                     | 6-Gang-Schaltgetriebe                                     | 6-Gang-Schaltgetriebe                                     |
| Getriebe, optional                                                   | 8-Gang-Automatikgetriebe / 8-Gang-Sport-Automatikgetriebe | 8-Gang-Automatikgetriebe / 8-Gang-Sport-Automatikgetriebe | 8-Gang-Automatikgetriebe / 8-Gang-Sport-Automatikgetriebe | 8-Gang-Automatikgetriebe / 8-Gang-Sport-Automatikgetriebe | 8-Gang-Automatikgetriebe / 8-Gang-Sport-Automatikgetriebe | 8-Gang-Automatikgetriebe / 8-Gang-Sport-Automatikgetriebe | 8-Gang-Automatikgetriebe / 8-Gang-Sport-Automatikgetriebe | 8-Gang-Automatikgetriebe / 8-Gang-Sport-Automatikgetriebe |
| Antrieb, serienmäßig                                                 | Hinterradantrieb                                          | Hinterradantrieb                                          | Hinterradantrieb                                          | Hinterradantrieb                                          | Hinterradantrieb                                          | Hinterradantrieb                                          | Hinterradantrieb                                          | Hinterradantrieb                                          |
| Antrieb, optional                                                    | –                                                         | –                                                         | –                                                         | Allradantrieb (xDrive)                                    | Allradantrieb (xDrive)                                    | Allradantrieb (xDrive)                                    | Allradantrieb (xDrive)                                    | Allradantrieb (xDrive)                                    |
| Beschleunigung, 0–100 km/h in s                                      | 9,4 [9,3]                                                 | 9,2 [9,1]                                                 | 7,5 [7,5]                                                 | 7,5                                                       | 6,0 [6,0]                                                 | 6,0 [5,9] (6,0)                                           | 5,5 [5,2] (– [5,1])                                       | [5,1] (5,0)                                               |
| Höchstgeschwindigkeit, km/h                                          | 210                                                       | 210                                                       | 233 [228]                                                 | 230                                                       | 250 [250]                                                 | 250 [250] (250)                                           | 250 [250]                                                 | [250] (250)                                               |
| Kraftstoffverbrauch, nach ECE-Fahrzyklus, kombiniert in l/100 km (2) | 5,9–6,3 [5,9–6,3]                                         | 5,4–5,9 [5,3–5,9]                                         | 6,4–6,5 [6,1–6,2]                                         | 5,9–6,3                                                   | 6,9 [6,5] (7,1)                                           | 6,7–6,4 [6,1–5,8] (6,5–6,2)                               | 8,1 [7,6] (7,9)                                           | [6,8–7,0] (7,2–7,6)                                       |
| Kohlendioxid-Emission, kombiniert in g/km (3)                        | 138–143 [137–147]                                         | 126–137 [124–134]                                         | 149–152 [143–145]                                         | 137–147                                                   | 159 [152] (166)                                           | 157–149 [143–135] (152–144)                               | 189 [177] (184)                                           | [158–164] (168–176)                                       |
| Abgasnorm nach EU-Klassifikation                                     | Euro 6                                                    | Euro 6                                                    | Euro 5                                                    | Euro 6                                                    | Euro 5                                                    | Euro 6                                                    | Euro 5                                                    | Euro 6                                                    |
| Leergewicht in kg                                                    | 1525 [1545]                                               | 1525 [1565]                                               | 1540 [1560]                                               | 1585 [1595]                                               | 1575 [1595]                                               | 1615 [1640]                                               | 1650 [1660]                                               | [1690] (1755)                                             |
| Tankinhalt in l                                                      | 60                                                        | 60                                                        | 60                                                        | 60                                                        | 60                                                        | 60                                                        | 60                                                        | 60                                                        |
| Quelle                                                               | [ 31 ] [ 32 ]                                             | [ 25 ]                                                    | [ 33 ]                                                    | [ 25 ]                                                    | [ 34 ]                                                    | [ 35 ] [ 36 ]                                             | [ 37 ] [ 38 ]                                             | [ 25 ]                                                    |

Werte in eckigen Klammern [ ] gelten für Fahrzeuge mit Automatikgetriebe, in runden Klammern ( ) für die Variante mit xDrive.

### Hybridmodell
|                                                                  | Active Hybrid 3            | 330e iPerformance          |
| ---------------------------------------------------------------- | -------------------------- | -------------------------- |
| Bauzeit                                                          | 11/2012–05/2015            | 03/2016–06/2018            |
| Motor                                                            | Ottomotor und Elektromotor | Ottomotor und Elektromotor |
| Motorbauart                                                      | R6                         | R4                         |
| Aufladung                                                        | Abgasturbolader            | Abgasturbolader            |
| Gemischaufbereitung                                              | Direkteinspritzung         | Direkteinspritzung         |
| variable Ventilsteuerung                                         | Valvetronic                | Valvetronic                |
| Motortyp                                                         | N55B30                     | B48B20A                    |
| Hubraum                                                          | 2979 cm³                   | 1998 cm³                   |
| Systemleistung bei 1/min                                         | 250 kW (340 PS)/ 5800–6000 | 185 kW (252 PS)/ 5000–6500 |
| Verbrennungsmotor Leistung bei 1/min                             | 235 kW (306 PS)/ 5800–6000 | 135 kW (184 PS)/ 5000–6500 |
| E-Motor, Leistung bei 1/min                                      | 40 kW (54 PS)              | 65 kW (88 PS)/ 2500        |
| max. Systemdrehmoment bei 1/min                                  | 450 Nm/ 1000–5000          | 420 Nm/ 1450–3700          |
| Verbrennungsmotor Drehmoment bei 1/min                           | 400 Nm/ 1200–5000          | 290 Nm/ 1350–4250          |
| E-Motor Drehmoment bei 1/min                                     | 210 Nm                     | 250 Nm/ 0–2500             |
| Getriebe, serienmäßig                                            | 8-Gang-Automatikgetriebe   | 8-Gang-Automatikgetriebe   |
| Antrieb, serienmäßig                                             | Hinterradantrieb           | Hinterradantrieb           |
| Antrieb, optional                                                | —                          | —                          |
| Beschleunigung, 0–100 km/h in s                                  | 5,3                        | 6,1                        |
| Höchstgeschwindigkeit, km/h                                      | 250 (1)                    | 225 (1); 120 (2)           |
| Kraftstoffverbrauch, nach EWG-Richtlinie, kombiniert in l/100 km | 5,9                        | 1,9–2,1                    |
| Kohlendioxid-Emission, kombiniert in g/km                        | 139                        | 44–49                      |
| Reichweite elektrisch, in km                                     | 3-4                        | 37–40                      |
| Abgasnorm nach EU-Klassifikation                                 | Euro 5                     | Euro 6                     |
| Quelle                                                           | [ 39 ]                     | [ 40 ]                     |

### Dieselmotoren

#### Limousine
|                                                                      | 316d                                                                                   | 316d                                                                                   | 318d                                                                                   | 318d                                                                                   | 320d EfficientDynamics Edition                                                         | 320d EfficientDynamics Edition                                                         | 320d (328d USA)                                                                        | 320d                                                                                   | 325d                                                                         | 325d                                                                         | 330d                                                    | 335d                                                                         |
| -------------------------------------------------------------------- | -------------------------------------------------------------------------------------- | -------------------------------------------------------------------------------------- | -------------------------------------------------------------------------------------- | -------------------------------------------------------------------------------------- | -------------------------------------------------------------------------------------- | -------------------------------------------------------------------------------------- | -------------------------------------------------------------------------------------- | -------------------------------------------------------------------------------------- | ---------------------------------------------------------------------------- | ---------------------------------------------------------------------------- | ------------------------------------------------------- | ---------------------------------------------------------------------------- |
| Bauzeitraum                                                          | 02/2012–03/2015                                                                        | 03/2015–10/2018                                                                        | 02/2012–06/2015                                                                        | 07/2015–10/2018                                                                        | 10/2011–07/2015                                                                        | 07/2015–10/2018                                                                        | 10/2011–06/2015                                                                        | 07/2015–10/2018                                                                        | 04/2013–06/2015                                                              | 07/2015–02/2018                                                              | 07/2012–10/2018                                         | 07/2013–10/2018                                                              |
| Motor                                                                | Dieselmotor                                                                            | Dieselmotor                                                                            | Dieselmotor                                                                            | Dieselmotor                                                                            | Dieselmotor                                                                            | Dieselmotor                                                                            | Dieselmotor                                                                            | Dieselmotor                                                                            | Dieselmotor                                                                  | Dieselmotor                                                                  | Dieselmotor                                             | Dieselmotor                                                                  |
| Motorbauart                                                          | R4                                                                                     | R4                                                                                     | R4                                                                                     | R4                                                                                     | R4                                                                                     | R4                                                                                     | R4                                                                                     | R4                                                                                     | R4                                                                           | R4                                                                           | R6                                                      | R6                                                                           |
| Aufladung                                                            | Abgasturbolader mit verstellbaren Turbinenleitschaufeln („Variable Turbinengeometrie“) | Abgasturbolader mit verstellbaren Turbinenleitschaufeln („Variable Turbinengeometrie“) | Abgasturbolader mit verstellbaren Turbinenleitschaufeln („Variable Turbinengeometrie“) | Abgasturbolader mit verstellbaren Turbinenleitschaufeln („Variable Turbinengeometrie“) | Abgasturbolader mit verstellbaren Turbinenleitschaufeln („Variable Turbinengeometrie“) | Abgasturbolader mit verstellbaren Turbinenleitschaufeln („Variable Turbinengeometrie“) | Abgasturbolader mit verstellbaren Turbinenleitschaufeln („Variable Turbinengeometrie“) | Abgasturbolader mit verstellbaren Turbinenleitschaufeln („Variable Turbinengeometrie“) | Zweistufige Abgasturboladeraufladung mit verstellbaren Turbinenleitschaufeln | Zweistufige Abgasturboladeraufladung mit verstellbaren Turbinenleitschaufeln | Abgasturbolader mit verstellbaren Turbinenleitschaufeln | Zweistufige Abgasturboladeraufladung mit verstellbaren Turbinenleitschaufeln |
| Gemischaufbereitung                                                  | Common-Rail-Direkteinspritzung                                                         | Common-Rail-Direkteinspritzung                                                         | Common-Rail-Direkteinspritzung                                                         | Common-Rail-Direkteinspritzung                                                         | Common-Rail-Direkteinspritzung                                                         | Common-Rail-Direkteinspritzung                                                         | Common-Rail-Direkteinspritzung                                                         | Common-Rail-Direkteinspritzung                                                         | Common-Rail-Direkteinspritzung                                               | Common-Rail-Direkteinspritzung                                               | Common-Rail-Direkteinspritzung                          | Common-Rail-Direkteinspritzung                                               |
| Motortyp                                                             | N47D20                                                                                 | B47D20                                                                                 | N47D20                                                                                 | B47D20                                                                                 | N47D20                                                                                 | B47D20                                                                                 | N47D20                                                                                 | B47D20                                                                                 | N47D20                                                                       | B47D20                                                                       | N57D30                                                  | N57D30                                                                       |
| Hubraum                                                              | 1995 cm³                                                                               | 1995 cm³                                                                               | 1995 cm³                                                                               | 1995 cm³                                                                               | 1995 cm³                                                                               | 1995 cm³                                                                               | 1995 cm³                                                                               | 1995 cm³                                                                               | 1995 cm³                                                                     | 1995 cm³                                                                     | 2993 cm³                                                | 2993 cm³                                                                     |
| max. Leistung bei 1/min                                              | 85 kW (116 PS)/ 4000                                                                   | 85 kW (116 PS)/ 4000                                                                   | 105 kW (143 PS)/ 4000                                                                  | 110 kW (150 PS)/ 4000                                                                  | 120 kW (163 PS)/ 4000                                                                  | 120 kW (163 PS)/ 4000                                                                  | 135 kW (184 PS)/ 4000                                                                  | 140 kW (190 PS)/ 4000                                                                  | 160 kW (218 PS)/ 4400                                                        | 165 kW (224 PS)/ 4400                                                        | 190 kW (258 PS)/ 4000                                   | 230 kW (313 PS)/ 4400                                                        |
| max. Drehmoment bei 1/min                                            | 260 Nm/ 1750–2500                                                                      | 270 Nm/ 1250–2750                                                                      | 320 Nm/ 1750–2500                                                                      | 320 Nm/ 1500–3000                                                                      | 380 Nm/ 1750–2750                                                                      | 400 Nm/ 1750–2250                                                                      | 380 Nm/ 1750–2750                                                                      | 400 Nm/ 1750–2500                                                                      | 450 Nm/ 1500–2500                                                            | 450 Nm/ 1500–3000                                                            | 560 Nm/ 1500–3000 (1)                                   | 630 Nm/ 1500–2500                                                            |
| Getriebe, serienmäßig                                                | 6-Gang-Schaltgetriebe                                                                  | 6-Gang-Schaltgetriebe                                                                  | 6-Gang-Schaltgetriebe                                                                  | 6-Gang-Schaltgetriebe                                                                  | 6-Gang-Schaltgetriebe                                                                  | 6-Gang-Schaltgetriebe                                                                  | 6-Gang-Schaltgetriebe                                                                  | 6-Gang-Schaltgetriebe                                                                  | 6-Gang-Schaltgetriebe                                                        | 6-Gang-Schaltgetriebe                                                        | 8-Gang-Automatikgetriebe                                | 8-Gang-Automatikgetriebe                                                     |
| Getriebe, optional                                                   | 8-Gang-Automatikgetriebe                                                               | 8-Gang-Automatikgetriebe                                                               | 8-Gang-Automatikgetriebe                                                               | 8-Gang-Automatikgetriebe                                                               | 8-Gang-Automatikgetriebe                                                               | 8-Gang-Automatikgetriebe                                                               | 8-Gang-Automatikgetriebe                                                               | 8-Gang-Automatikgetriebe                                                               | 8-Gang-Automatikgetriebe                                                     | 8-Gang-Automatikgetriebe                                                     | –                                                       | –                                                                            |
| Antrieb, serienmäßig                                                 | Hinterradantrieb                                                                       | Hinterradantrieb                                                                       | Hinterradantrieb                                                                       | Hinterradantrieb                                                                       | Hinterradantrieb                                                                       | Hinterradantrieb                                                                       | Hinterradantrieb                                                                       | Hinterradantrieb                                                                       | Hinterradantrieb                                                             | Hinterradantrieb                                                             | Hinterradantrieb                                        | Allradantrieb (xDrive)                                                       |
| Antrieb, optional                                                    | –                                                                                      | –                                                                                      | Allradantrieb (xDrive) (2)                                                             | Allradantrieb (xDrive) (2)                                                             | –                                                                                      | –                                                                                      | Allradantrieb (xDrive)                                                                 | Allradantrieb (xDrive)                                                                 | Allradantrieb (xDrive)                                                       | -                                                                            | Allradantrieb (xDrive)                                  | –                                                                            |
| Beschleunigung, 0–100 km/h in s                                      | 10,9 [11,2]                                                                            | 10,7 [10,6]                                                                            | 9,0 [9,2]                                                                              | 8,6 [8,4]                                                                              | 8,0 [7,9]                                                                              | 7,9 [7,8]                                                                              | 7,5 [7,4]                                                                              | 7,3 [7,2]                                                                              | 6,8 [6,6]                                                                    | 6,5 [6,1]                                                                    | [5,6] ([5,3])                                           | ([4,8])                                                                      |
| Höchstgeschwindigkeit, km/h                                          | 202 [202]                                                                              | 205 [204]                                                                              | 212 [212]                                                                              | 215 [212]                                                                              | 230 [225]                                                                              | 230 [225]                                                                              | 235 [230]                                                                              | 235 [230]                                                                              | 245 [245]                                                                    | 245 [245]                                                                    | [250] ([250])                                           | ([250])                                                                      |
| Kraftstoffverbrauch, nach ECE-Fahrzyklus, kombiniert in l/100 km (3) | 4,3–4,5 [4,4]                                                                          | 3,9–4,3 [4,0–4,3]                                                                      | 4,4–4,5 [4,4–4,5]                                                                      | 4,0–4,4 [4,0–4,4]                                                                      | 4,1 [4,1]                                                                              | 3,9–4,3 [3,8–4,1]                                                                      | 4,5–4,6 [4,4–4,5] (4,8–4,9 [4,7–4,8])                                                  | 4,0–4,4 [4,0–4,4]                                                                      | 4,9–5,0 [4,6–4,8]                                                            | 4,6–4,9 [4,4–4,7]                                                            | [4,9] ([5,2])                                           | ([5,4])                                                                      |
| Kohlendioxid-Emission, kombiniert in g/km (3)                        | 114–118 [116–117]                                                                      | 102–113 [102–113]                                                                      | 116–118 [117–118]                                                                      | 106 [106]                                                                              | 109 [109]                                                                              | 102–113 [99–109]                                                                       | 119–120 [117–118] (127–128 [124–125])                                                  | 106 [106]                                                                              | 129–132 [122–125]                                                            | 121 [116]                                                                    | [129] ([137])                                           | ([143])                                                                      |
| Abgasnorm nach EU-Klassifikation                                     | Euro 5                                                                                 | Euro 6                                                                                 | Euro 5                                                                                 | Euro 6                                                                                 | Euro 5 (4)                                                                             | Euro 6                                                                                 | Euro 5                                                                                 | Euro 6                                                                                 | Euro 5                                                                       | Euro 6                                                                       | Euro 5 / Euro 6                                         | Euro 5 / Euro 6                                                              |
| Leergewicht in kg                                                    | 1485 [1505]                                                                            | 1495 [1505]                                                                            | 1485 [1505]                                                                            | 1505 [1525]                                                                            | 1490 [1500]                                                                            | 1495 [1505]                                                                            | 1495 [1505]                                                                            | 1505 [1525]                                                                            | 1550 [1565]                                                                  | 1550 [1565]                                                                  | [1615] (1685)                                           | ([1705])                                                                     |
| Tankinhalt in l                                                      | 57                                                                                     | 57                                                                                     | 57                                                                                     | 57                                                                                     | 57                                                                                     | 57                                                                                     | 57                                                                                     | 57                                                                                     | 57                                                                           | 57                                                                           | 57                                                      |                                                                              |
| Quelle                                                               | [ 41 ]                                                                                 | [ 42 ] [ 25 ]                                                                          | [ 41 ] [ 43 ]                                                                          | [ 25 ]                                                                                 | [ 44 ]                                                                                 | [ 25 ]                                                                                 | [ 45 ] [ 46 ]                                                                          | [ 25 ]                                                                                 | [ 47 ]                                                                       | [ 48 ] [ 25 ]                                                                | [ 49 ] [ 50 ]                                           | [ 51 ]                                                                       |

Werte in eckigen Klammern [ ] gelten für Fahrzeuge mit Automatikgetriebe, in runden Klammern ( ) für die Variante mit xDrive.

#### Touring
|                                                                      | 316d                                                    | 316d                                                    | 318d                                                    | 318d                                                    | 320d Efficient Dynamics Edition                         | 320d Efficient Dynamics Edition                         | 320d                                                    | 320d                                                    | 325d                                                                         | 325d                                                                         | 330d                                                    | 335d                                                                         |
| -------------------------------------------------------------------- | ------------------------------------------------------- | ------------------------------------------------------- | ------------------------------------------------------- | ------------------------------------------------------- | ------------------------------------------------------- | ------------------------------------------------------- | ------------------------------------------------------- | ------------------------------------------------------- | ---------------------------------------------------------------------------- | ---------------------------------------------------------------------------- | ------------------------------------------------------- | ---------------------------------------------------------------------------- |
| Bauzeitraum                                                          | 11/2012–03/2015                                         | 03/2015–06/2019                                         | 11/2012–07/2015                                         | 07/2015–06/2019                                         | 04/2013–07/2015                                         | 07/2015–06/2019                                         | 05/2012–07/2015                                         | 07/2015–06/2019                                         | 04/2013–03/2016                                                              | 03/2016–02/2018                                                              | 05/2012–06/2019                                         | 11/2013–06/2019                                                              |
| Motor                                                                | Dieselmotor                                             | Dieselmotor                                             | Dieselmotor                                             | Dieselmotor                                             | Dieselmotor                                             | Dieselmotor                                             | Dieselmotor                                             | Dieselmotor                                             | Dieselmotor                                                                  | Dieselmotor                                                                  | Dieselmotor                                             | Dieselmotor                                                                  |
| Motorbauart                                                          | R4                                                      | R4                                                      | R4                                                      | R4                                                      | R4                                                      | R4                                                      | R4                                                      | R4                                                      | R4                                                                           | R4                                                                           | R6                                                      | R6                                                                           |
| Aufladung                                                            | Abgasturbolader mit verstellbaren Turbinenleitschaufeln | Abgasturbolader mit verstellbaren Turbinenleitschaufeln | Abgasturbolader mit verstellbaren Turbinenleitschaufeln | Abgasturbolader mit verstellbaren Turbinenleitschaufeln | Abgasturbolader mit verstellbaren Turbinenleitschaufeln | Abgasturbolader mit verstellbaren Turbinenleitschaufeln | Abgasturbolader mit verstellbaren Turbinenleitschaufeln | Abgasturbolader mit verstellbaren Turbinenleitschaufeln | Zweistufige Abgasturboladeraufladung mit verstellbaren Turbinenleitschaufeln | Zweistufige Abgasturboladeraufladung mit verstellbaren Turbinenleitschaufeln | Abgasturbolader mit verstellbaren Turbinenleitschaufeln | Zweistufige Abgasturboladeraufladung mit verstellbaren Turbinenleitschaufeln |
| Gemischaufbereitung                                                  | Common-Rail-Direkteinspritzung                          | Common-Rail-Direkteinspritzung                          | Common-Rail-Direkteinspritzung                          | Common-Rail-Direkteinspritzung                          | Common-Rail-Direkteinspritzung                          | Common-Rail-Direkteinspritzung                          | Common-Rail-Direkteinspritzung                          | Common-Rail-Direkteinspritzung                          | Common-Rail-Direkteinspritzung                                               | Common-Rail-Direkteinspritzung                                               | Common-Rail-Direkteinspritzung                          | Common-Rail-Direkteinspritzung                                               |
| Motortyp                                                             | N47D20                                                  | B47D20                                                  | N47D20                                                  | B47D20                                                  | N47D20                                                  | B47D20                                                  | N47D20                                                  | B47D20                                                  | N47D20                                                                       | B47D20                                                                       | N57D30                                                  | N57D30                                                                       |
| Hubraum                                                              | 1995 cm³                                                | 1995 cm³                                                | 1995 cm³                                                | 1995 cm³                                                | 1995 cm³                                                | 1995 cm³                                                | 1995 cm³                                                | 1995 cm³                                                | 1995 cm³                                                                     | 1995 cm³                                                                     | 2993 cm³                                                | 2993 cm³                                                                     |
| max. Leistung bei 1/min                                              | 85 kW (116 PS)/ 4000                                    | 85 kW (116 PS)/ 4000                                    | 105 kW (143 PS)/ 4000                                   | 110 kW (150 PS)/ 4000                                   | 120 kW (163 PS)/ 4000                                   | 120 kW (163 PS)/ 4000                                   | 135 kW (184 PS)/ 4000                                   | 140 kW (190 PS)/ 4000                                   | 160 kW (218 PS)/ 4400                                                        | 165 kW (224 PS)/ 4400                                                        | 190 kW (258 PS)/ 4000                                   | 230 kW (313 PS)/ 4400                                                        |
| max. Drehmoment bei 1/min                                            | 260 Nm/ 1750–2500                                       | 270 Nm/ 1250–2750                                       | 320 Nm/ 1750–2500                                       | 320 Nm/ 1500–3000                                       | 380 Nm/ 1750–2750                                       | 400 Nm/ 1750–2250                                       | 380 Nm/ 1750–2750                                       | 400 Nm/ 1750–2500                                       | 450 Nm/ 1500–2500                                                            | 450 Nm/ 1500–3000                                                            | 560 Nm/ 1500–3000 (1)                                   | 630 Nm/ 1500–2500                                                            |
| Getriebe, serienmäßig                                                | 6-Gang-Schaltgetriebe                                   | 6-Gang-Schaltgetriebe                                   | 6-Gang-Schaltgetriebe                                   | 6-Gang-Schaltgetriebe                                   | 6-Gang-Schaltgetriebe                                   | 6-Gang-Schaltgetriebe                                   | 6-Gang-Schaltgetriebe                                   | 6-Gang-Schaltgetriebe                                   | 6-Gang-Schaltgetriebe                                                        | 6-Gang-Schaltgetriebe                                                        | 8-Gang-Automatikgetriebe                                | 8-Gang-Automatikgetriebe                                                     |
| Getriebe, optional                                                   | 8-Gang-Automatikgetriebe                                | 8-Gang-Automatikgetriebe                                | 8-Gang-Automatikgetriebe                                | 8-Gang-Automatikgetriebe                                | 8-Gang-Automatikgetriebe                                | 8-Gang-Automatikgetriebe                                | 8-Gang-Automatikgetriebe                                | 8-Gang-Automatikgetriebe                                | 8-Gang-Automatikgetriebe                                                     | 8-Gang-Automatikgetriebe                                                     | –                                                       | –                                                                            |
| Antrieb, serienmäßig                                                 | Hinterradantrieb                                        | Hinterradantrieb                                        | Hinterradantrieb                                        | Hinterradantrieb                                        | Hinterradantrieb                                        | Hinterradantrieb                                        | Hinterradantrieb                                        | Hinterradantrieb                                        | Hinterradantrieb                                                             | Hinterradantrieb                                                             | Hinterradantrieb                                        | Allradantrieb (xDrive)                                                       |
| Antrieb, optional                                                    | –                                                       | –                                                       | Allradantrieb (xDrive) (2)                              | Allradantrieb (xDrive) (2)                              | –                                                       | –                                                       | Allradantrieb (xDrive) (3)                              | Allradantrieb (xDrive) (3)                              | –                                                                            | –                                                                            | Allradantrieb (xDrive)                                  | –                                                                            |
| Beschleunigung, 0–100 km/h in s                                      | 11,2 [11,1]                                             | 11,2 [11,1]                                             | 9,2 [9,2]                                               | 8,9 [8,8] (9,2)                                         | 8,3 [8,5]                                               | 8,2 [8,1]                                               | 7,7 [7,6] (7,8 [7,7])                                   | 7,6 [7,4] (7,6 [7,6])                                   | 6,9 [6,7]                                                                    | 6,7 [6,3]                                                                    | [5,6] ([5,4])                                           | ([4,9])                                                                      |
| Höchstgeschwindigkeit, km/h                                          | 200 [198]                                               | 200 [198]                                               | 210 [210]                                               | 210 (206)                                               | 222 [222]                                               | 222 [222]                                               | 230 [226] (228 [222])                                   | 230 [226] (228 [222])                                   | 238 [238]                                                                    | 240 [240]                                                                    | [250] ([250])                                           | ([250])                                                                      |
| Kraftstoffverbrauch, nach ECE-Fahrzyklus, kombiniert in l/100 km (4) | 4,7 [4,5]                                               | 4,1–4,6 [4,1–4,6]                                       | 4,7 [4,5]                                               | 4,3–4,6 [4,1–4,5] (4,7–5,1)                             | 4,3 [4,3]                                               | 4,1–4,5 [4,0–4,4]                                       | 4,7 [4,6] (4,9 [4,9])                                   | 4,3–4,7 [4,1–4,5] (4,7–5,0 [4,5–4,9])                   | 5,1–5,2 [4,8–4,9]                                                            | 4,9–5,2 [4,7–5,0]                                                            | [5,1] ([5,4])                                           | ([5,6–5,7])                                                                  |
| Kohlendioxid-Emission, kombiniert in g/km (4)                        | 119–124                                                 | 109–120 [109–120]                                       | 119–124                                                 | 112–122 [109–119] (123–133)                             | 112 [112]                                               | 107–118 [104–116]                                       | 124 [122] (129 [129])                                   | 113–123 [109–119] (123–133 [119–129])                   | 134–137 [127–130]                                                            | 129–137 [123–131]                                                            | [135] ([142])                                           | ([151])                                                                      |
| Abgasnorm nach EU-Klassifikation                                     | Euro 5                                                  | Euro 6                                                  | Euro 5                                                  | Euro 6                                                  | Euro 5 (5)                                              | Euro 6                                                  | Euro 5                                                  | Euro 6                                                  | Euro 5                                                                       | Euro 6                                                                       | Euro 5/6                                                | Euro 6                                                                       |
| Tankinhalt in l                                                      | 57                                                      | 57                                                      | 57                                                      | 57                                                      | 57                                                      | 57                                                      | 57                                                      | 57                                                      | 57                                                                           | 57                                                                           | 57                                                      | 57                                                                           |
| Quelle                                                               | [ 54 ]                                                  | [ 55 ] [ 25 ]                                           | [ 54 ] [ 56 ]                                           | [ 25 ]                                                  | [ 57 ]                                                  | [ 25 ]                                                  | [ 57 ]                                                  | [ 25 ]                                                  | [ 58 ]                                                                       | [ 25 ]                                                                       | [ 57 ] [ 59 ]                                           | [ 60 ] [ 25 ]                                                                |

Werte in eckigen Klammern [ ] gelten für Fahrzeuge mit Automatikgetriebe, in runden Klammern ( ) für Allradantrieb.